# FC St. Pauli

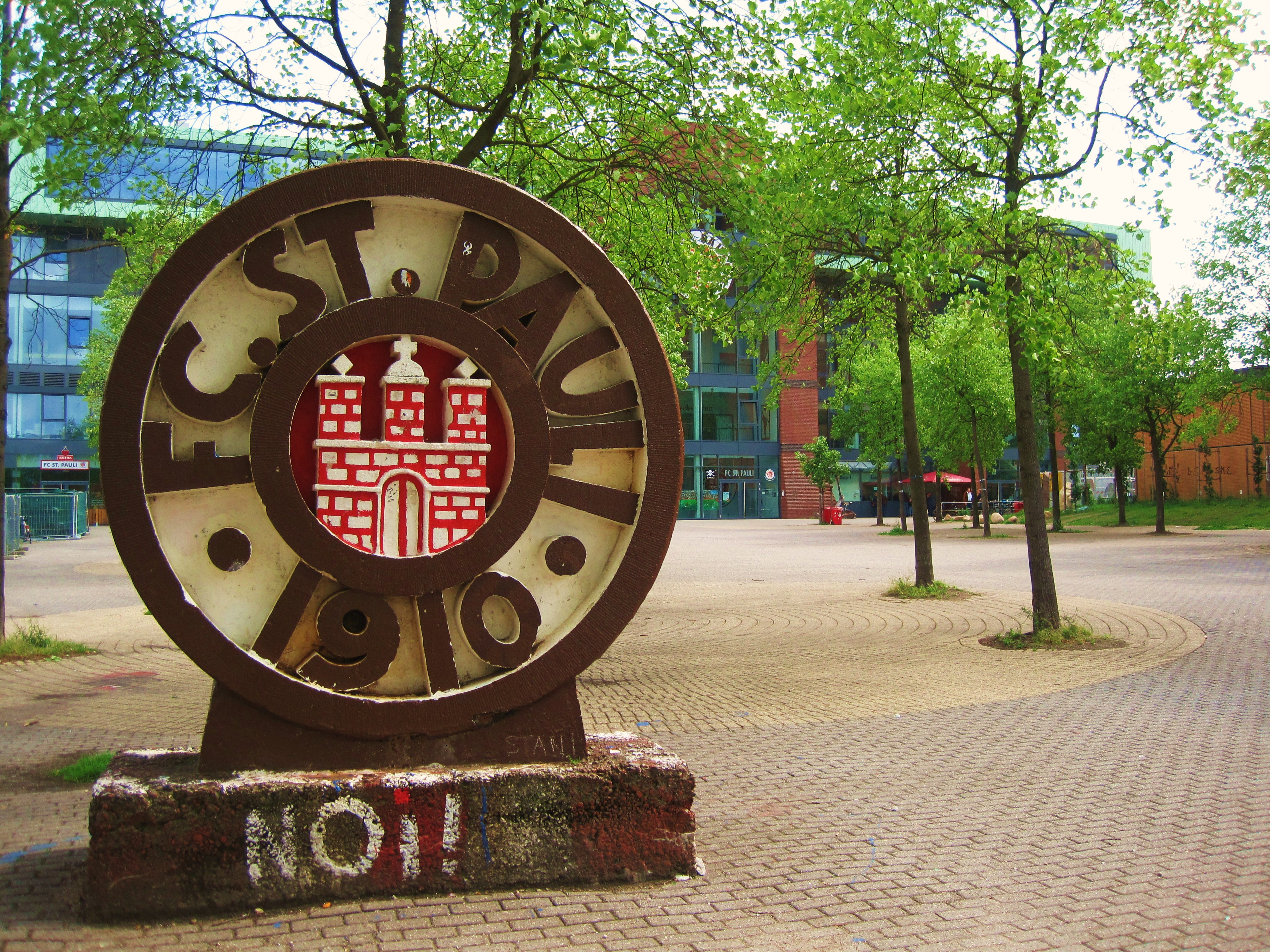
Südlicher Eingangsbereich des Millerntor-Stadions mit steinernem Vereinswappen (2011)

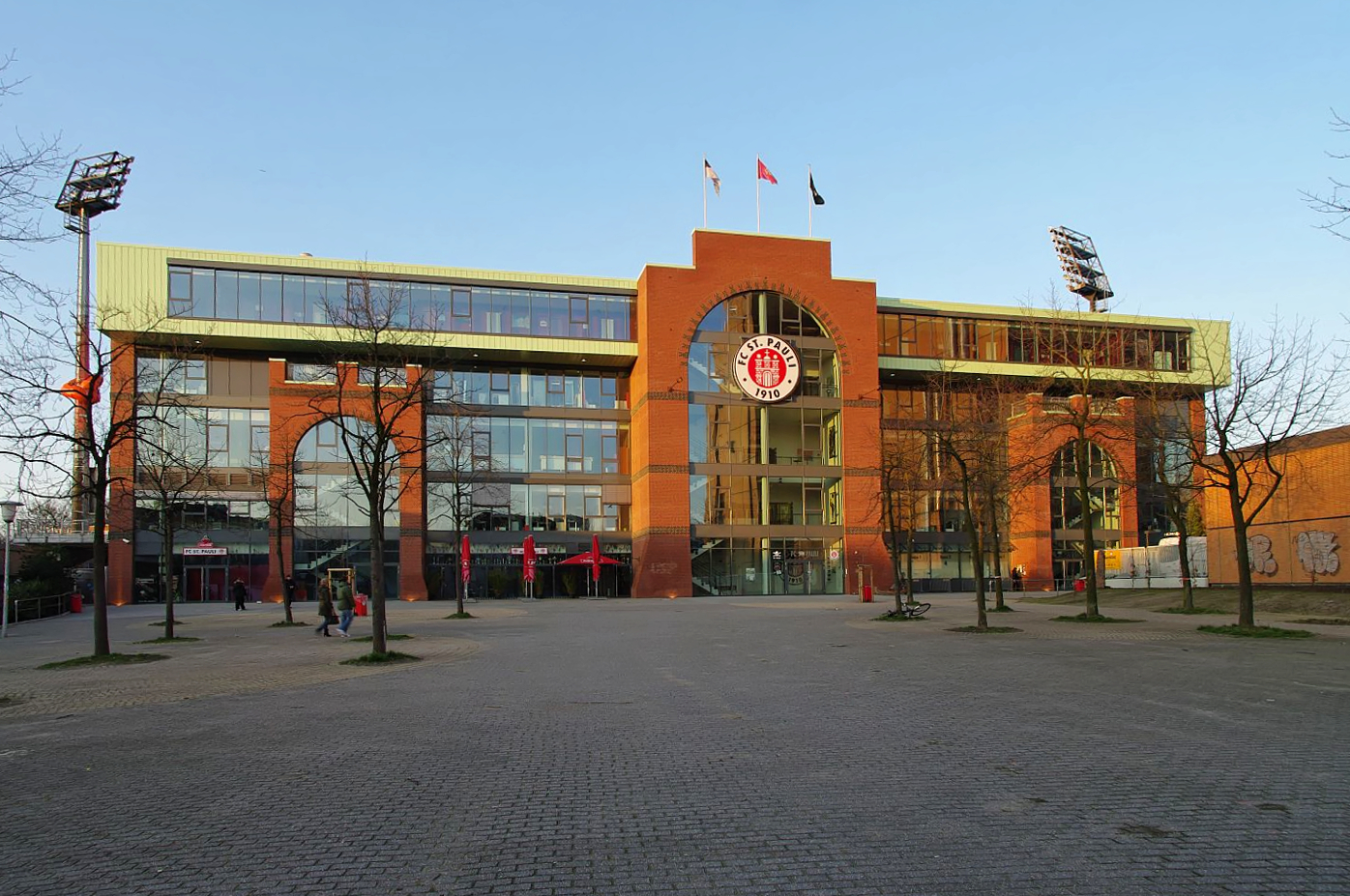
Südlicher Eingangsbereich des Millerntor-Stadions nach dem Neubau der Südkurve (2009)

Der Fußball-Club St. Pauli von 1910 e. V., kurz FC St. Pauli, ist ein Mehrspartensportverein aus dem Hamburger Stadtteil St. Pauli. Als Gründungsdatum gilt der 15. Mai 1910; die Vereinsfarben sind Braun und Weiß.
Der Verein hat 24 Abteilungen in unterschiedlichen Disziplinen des Leistungs- und Breitensports. Die bekannteste und mitgliederstärkste aktive Abteilung ist die Fußballabteilung, deren erste Herrenmannschaft in der Bundesliga spielt. Ihre Spielstätte ist das Millerntor-Stadion auf dem Heiligengeistfeld in der Nähe der Reeperbahn, weshalb die Spieler auch als „Kiezkicker“ bezeichnet werden.

## Abteilungen des Vereins
- Abteilung Fördernde Mitglieder[2] (AFM)

- Basketball[3]

- Beachvolleyball[4]

- Blindenfußball[5]
- Bowling[6]
- Boxsport[7]
- Darts – Dart-Piraten[8]
- Freizeitsport – Zusammenschluss aus den Sportarten Floorball, Fußball Freestyle, Line Dance, Skateboard, Squash, Stuntscooter, Subbuteo, Teqball und Ultimate Frisbee[9]
- Fußball (Frauen und Mädchen[10] / Männer und Integration: FC Lampedusa[11])
- Futsal[12]
- Handball[13]
- Kegeln[14]
- Marathon – FC St. Pauli Marathon[15]
- Pipe Band – FC St. Pauli Pipes & Drums[16]
- Radsport[17]
- Roller Derby – Harbor Girls Hamburg[18]
- Rugby[19]
- Schach[20]
- Schiedsrichter[21]
- Segeln[22]
- Tischfußball[23]
- Tischtennis[24]
- Tor- und Goalball[25]
- Triathlon[26]

Mit seinen 52.357 Mitgliedern (Stand: 1. Juli 2025) gehört der FC St. Pauli zu den 20 größten Sportvereinen Deutschlands. Alle Abteilungen – mit Ausnahme von Profifußballern und AFM (nur passive Mitglieder) – besitzen als gemeinsames satzungsmäßiges Organ den Amateurvorstand, der den Interessen der aktiven Amateure Gehör verschaffen soll.

## Geschichte der Fußballabteilung
Der FC St. Pauli war bis ins Jahr 1924 die Fußballabteilung (Spiel- und Sportabteilung) des Hamburg-St. Pauli Turnverein 1862 (gegründet am 1. Mai 1862 durch eine Fusion des MTV in Hamburg – Gründungsdatum 7. September 1852 – mit dem TV in St. Pauli und vor dem Dammthore – Gründungsdatum 7. September 1860). Offiziell gegründet wurde der FC St. Pauli am 15. Mai 1910, aber erst 1924 im Zuge der reinlichen Scheidung zwischen Turn- und Sportvereinen als selbstständiger Klub in das Vereinsregister eingetragen. Seine Vereinsfarben sind Braun und Weiß. Der FC St. Pauli e. V. ist seit dem 25. Mai 1925 in das Vereinsregister des Amtsgerichts Hamburg eingetragen.

### Die Anfänge
Lange vor der Gründung der Spiel-Abteilung des Hamburg-St. Pauli TV wurde „auf St. Pauli" bereits Fußball gespielt. Ab der ersten Saison 1895/96 fanden auf dem Heiligengeistfeld regelmäßig Punktspiele des Hamburg-Altonaer Fußball-Bundes statt, da der einzige andere Platz auf der kleinen Exerzierweide in Altona meist nicht ausreichte. 1900 trug der FC Victoria 1895 dort seine Heimspiele aus. Auch der FC Alemannia 1896 spielte auf dem Heiligengeistfeld und nahm für einige Jahre den Zusatz „St. Pauli“ in seinen Vereinsnamen auf. Durch den Bau eigener Plätze wurde das Feld Anfang des 20. Jahrhunderts nicht mehr für Punktspiele benötigt.
Im Jahr 1900 wurde der nur wenige Jahre bestehende FC St. Pauli 1900 gegründet, der einem unabhängigen Verband angehörte.
Im November 1906 wurden die Mitglieder des Hamburg St. Pauli TV 1862 zur Gründung einer Abteilung, in der insbesondere das Fußballspiel betrieben werden sollte, aufgerufen. Erst im Frühjahr 1907 meldeten sich genug Mitglieder, um eine Mannschaft bilden zu können. Bis zum Sommer wurden, soweit bekannt, nur zwei Freundschaftsspiele ausgetragen.
In der Saison 1907/08 fanden einige Freundschaftspartien statt – überwiegend gegen Nichtverbandsvereine oder Reservemannschaften innerhalb der Hamburger Stadtgrenzen. Von den elf Treffen konnten sieben gewonnen werden. Die Folgesaison sah die Bildung einer zweiten Mannschaft vor, auch diese bestritt nur Freundschaftsspiele. Insgesamt sollen beide Mannschaften rund ein Dutzend Begegnungen ausgetragen haben, wobei die Bilanz ausgeglichener ausfällt.
Die Saison 1909/10 begann mit Gesellschaftsspielen, bis im Herbst 1909 die Spiel-Abteilung des Hamburg-St. Pauli TV in den Norddeutschen Fußball-Verband (NFV) aufgenommen wurde. Die erste Mannschaft wurde für die Rückrunde der 3a-Klasse im Bezirk III (Hamburg/Altona) zugeteilt, in der sich fast ausschließlich die dritten Teams der Klubs aus der höchsten Spielklasse befanden. Die Teilnahme erfolgte außer Konkurrenz, so wie es für später gemeldete Mannschaften üblich war. Der Punktspielauftakt am 30. Januar 1910 gegen die dritte Mannschaft des SC Germania 1887 endete mit einem 2:0-Sieg, obwohl der TV nur mit zehn Spielern angetreten war. Weniger glücklich verlief die Punktspielpremiere für die zweite Mannschaft, die der 3b-Klasse zugeteilt war; die erste Partie bei der IV. Mannschaft des Eimsbütteler TV am 6. Februar 1910 endete mit einer 1:12-Niederlage.
Erstmals verließ der TV in dieser Saison auch die Hamburger Stadtgrenzen. Er trug dabei Freundschaftsspiele in Cuxhaven und in Dänemark aus, die allesamt mit Niederlagen endeten. Am 22. April 1910, nach dreijährigem Bestehen der Abteilung und 18 Tage vor dem offiziellen Gründungsdatum, verfügte der Hamburg-St. Pauli TV bereits über vier Mannschaften und die fünfte wurde gebildet. Insgesamt wurden 28 Spiele ausgetragen, wobei sechs Siegen 20 Niederlagen gegenüberstanden.

### Ligabetrieb
Für die Saison 1910/11 wurde die erste Mannschaft der neu gebildeten 1c-Klasse – also der 3. Liga – zugeteilt, in der sich keine Reservemannschaften befanden. Neben der zweiten Mannschaft nahmen auch erstmals die dritte und vierte Garnitur an den Meisterschaftsspielen teil. Das angestrebte Ziel, der Aufstieg in die zweithöchste Spielklasse, wurde im ersten Jahr knapp verpasst. Die Leistungen stagnierten und ein Abwärtstrend setzte ein. Gute Spieler verließen den Verein und schlossen sich anderen Klubs an. Extrem groß war der Verlust Ende Dezember 1912, als von den knapp 230 gemeldeten Spielern 57 den Verein am selben Tag verließen. Vor dem Ersten Weltkrieg entstand mit der St. Pauli SpVgg eine lokale Konkurrenz, die ungefähr zum gleichen Zeitpunkt ihren Spielbetrieb wie der Hamburg-St. Pauli TV aufnahm.
Im Laufe des Ersten Weltkrieges gelang dem TV der Sprung in die zweite Spielklasse. Da diese 1915 in zwei Staffeln (West und Ost) geteilt wurde und andere Klubs sich wegen Spielermangels von Meisterschaftsspielen zurückziehen mussten, konnten die Turner dank der Vizemeisterschaft in der 1c-Klasse aufrücken. 1915/16 wurde der Hamburg-St. Pauli TV Meister seiner Staffel. Für die Teilnahme an der Relegationsrunde wurde für den 7. Mai 1916 ein Entscheidungsspiel auf dem Victoria-Sportplatz an der Hoheluft gegen den SC Concordia 1907 angesetzt. Die Concorden hatten die Meisterschaft ihrer Staffel gewonnen; alle 20 Punktspiele wurden siegreich beendet mit einem Torsaldo von 155:13. Zur Pause führte der TV überraschend mit 1:0, musste sich am Ende mit 1:4 beugen.
1919 gelang der angestrebte Aufstieg in die höchste Spielklasse, die 1a-Klasse hieß (und in der Presse meist schlicht „A-Klasse“ genannt wurde); sie umfasste nun 13 Vereine, da sich einige Spielgemeinschaften nach dem Kriegsende wieder aufgelöst hatten. In einer einfachen Runde endeten die Turner auf dem letzten Platz. Nur der Vorletzte, die SpVgg 1903 Blankenese, konnte mit 2:1 geschlagen werden; die restlichen elf Begegnungen gingen verloren. Die höchste Niederlage wurde mit 0:9 gegen den SC Victoria registriert, im allerersten Punktduell beider Klubs. Nach Beendigung der Einfachrunde wurde die Tabelle geteilt. Der TV spielte in der vermeintlichen Abstiegsrunde, belegte bei sieben teilnehmenden Mannschaften den sechsten Platz und wäre somit gleich wieder abgestiegen; wegen einer Spielklassenreform wurde das gegenstandslos, denn die A-Klasse wurde nun als 2. Liga – unterhalb der wieder eingeführten regionalen Liga des NFV – fortgesetzt.
An (nominell) lokaler Konkurrenz erstarkte der St. Pauli SV 1901, im Volksmund St. Pauli Sport genannt. Gegründet wurde dieser Verein als FC Britannia, nach Kriegsbeginn erst in FC Blücher, später nach einer Fusion in St. Pauli SV umbenannt und für Jahre erfolgreicher als der FC. Heute heißt er, nach weiteren Zusammenschlüssen, Grün-Weiß Eimsbüttel.

### Der Verein im Dritten Reich
In den Jahren bis zum Ende des Zweiten Weltkriegs entwickelte sich der FC St. Pauli zu einer sogenannten „Fahrstuhlmannschaft“, die ständig zwischen der erstklassigen Gauliga Nordmark bzw. Gauliga Hamburg und der zweitklassigen Fußball-Bezirksklasse Groß-Hamburg hin- und her pendelte. Da (mit vorübergehenden Ausnahmen) kein Trainer eingestellt wurde, konnte auch das oft vorhandene spielerische Potential nicht weiterentwickelt werden.
Das FC-St.-Pauli-Museum arbeitet seit Anfang 2023 an der Aufarbeitung der jüdischen Geschichte des Vereins. Dabei rekonstruiert es die Biografien ehemaliger jüdischer Mitglieder, die während des Nationalsozialismus verfolgt wurden, sowie die von Mitgliedern, die Teil des NS-Systems waren. Viele jüdische Sportler, die jahrzehntelang Mitglieder des Vereins waren, gerieten in Vergessenheit. Im Rahmen des Projekts FC St. Pauli vor 1945 werden diese Geschichten nun wieder ans Licht gebracht.
Historisch war der FC St. Pauli ein Mitläuferverein, der vom NS-System profitierte. In den Sportzeitungen der 1920er und frühen 1930er Jahre wurde der Verein für seine vorbildliche Jugendarbeit gelobt, bei der ausschließlich deutsche Spieler aus der eigenen Jugend gefördert wurden.

### Nach dem Zweiten Weltkrieg
Nach 1945 gelang es einem „Wunderteam“, wie es rückblickend oft genannt wird, sich für Jahre unter den norddeutschen Spitzenmannschaften zu etablieren. Zentrale Figur war Karl Miller, der seit seiner Zeit beim Dresdner SC mit Spielern wie Walter Dzur, Heinz Hempel und Heiner Schaffer bekannt war. Sie und weitere Dresdner kamen nach Kriegsende zum FC und wurden zu Leitfiguren, Hempel später auch zum langjährigen Trainer. Gelegentlich gastierte Helmut Schön im Team, aus Berlin kamen Hans Appel und der Torwart Willi Thiele, 1946 als Trainer Hans Sauerwein dazu. Gefördert wurden Verein und Spieler durch den Vater Millers, den Metzger Karl Miller senior. In jenen Jahren verstärkte sich die – nun auch sportliche – Rivalität mit dem HSV aus dem „feinen“ Stadtteil Rothenbaum, dem man 1946/47 erstmals den Meistertitel in Hamburg abnahm. In der Oberliga Nord waren beide Klubs in den Anfangsjahren auf Augenhöhe. 1947 allerdings hatte den FC die Nichtteilnahme an der Zonenmeisterschaft Sympathien und einen möglichen großen Erfolg gekostet. Berühmt sind heute Fotos vom Sommer 1948, als sich die Mannschaft während der Berlin-Blockade zu Fuß mit Handwagen den Weg zum Meisterschaftsspiel gegen Union Oberschöneweide bahnen musste. Im folgenden Jahr wurde der FC Vertragsspielerverein.

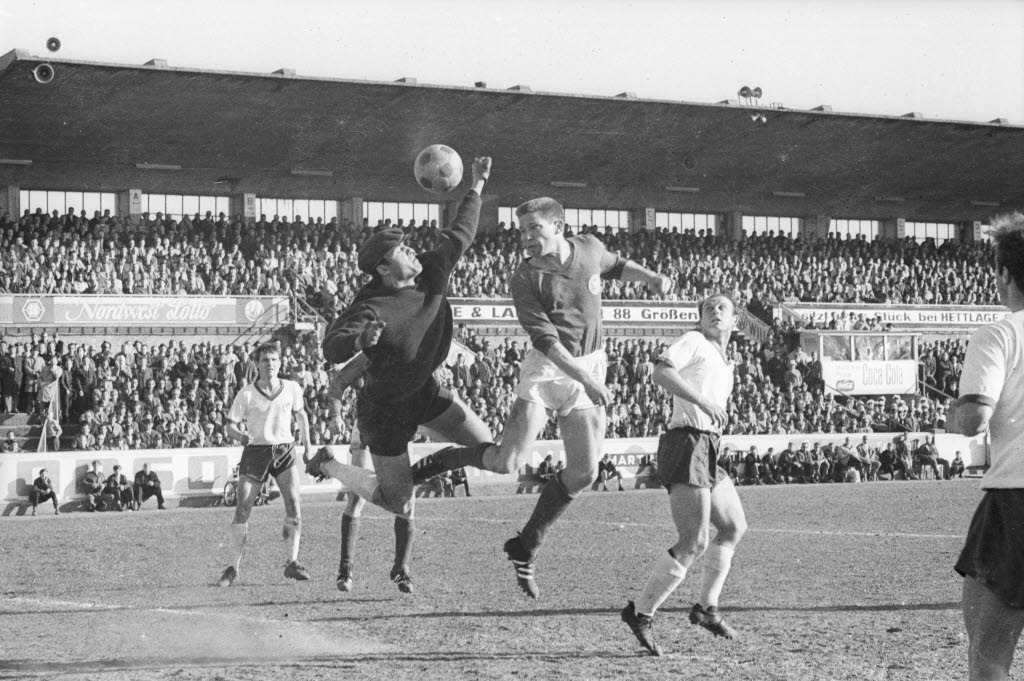
Spielszene der Partie FC St. Pauli – Holstein Kiel, Endstand 1:1, 29. April 1967 in Kiel

Von 1963 bis 1974 spielte der FC St. Pauli in der zweitklassigen Regionalliga Nord, erreichte in dieser Zeit in den Spieljahren 1963/64, 1965/66, 1971/72 und 1972/73 jeweils den ersten Tabellenrang. Somit stand die Mannschaft bei der Abschaffung der Regionalliga 1974 in der „ewigen Tabelle“ der Spielklasse auf dem Spitzenplatz. Der Sprung in die Bundesliga gelang jedoch jeweils nicht. Im Dezember 1969 starb Vereinspräsident Wilhelm Koch, der das Amt von 1931 bis 1945 sowie von 1947 bis zu seinem Tod ausübte. Mitte März 1970 wurde der Bankier Ernst Schacht auf der Mitgliederversammlung zum neuen Vorsitzenden gewählt. Auf derselben Veranstaltung stimmten die Mitglieder mehrheitlich für die Benennung der Spielstätte in „Wilhelm-Koch-Stadion am Millerntor“. Anfang April 1970 trat Vereinsgeschäftsführer Eugen Igel von seinem Amt zurück, das er seit 1966 ausgeübt hatte. Der Vorstand hatte beschlossen, das Amt ab Juli 1970 an den bisherigen Fußball-Ligaobmann Walter Windte zu übergeben.

### Erster Bundesliga-Aufstieg 1977
Der FC St. Pauli gehörte zu den Mannschaften, die ab 1974/75 am Spielbetrieb der neugegründeten 2. Fußball-Bundesliga teilnahmen. Unter Trainer Kurt „Jockel“ Krause erreichte man im ersten Zweitligajahr den dritten Platz und verfehlte den zweiten Rang, der zur Teilnahme an Bundesliga-Aufstiegsspielen berechtigt hätte, um einen Punkt. Zu den Leistungsträgern des Zweitligaaufgebots, das im Anschluss an die Saison 74/75 mehrere Stützen verließen, gehörten allen voran Horst Wohlers, Rüdiger Wenzel (24 Saisontore), Horst Neumann und Rolf Höfert. „Wenn künftig mehr Zuschauer zum Millerntor kommen sollten, dann wird der FC vielleicht einige amateurhafte Züge ablegen“, kommentierte Manfred Heun, Berichterstatter des Hamburger Abendblatts, nach dem Saisonende.
In der Saison 1976/77 gelang den Hamburgern unter Trainer Diethelm Ferner der Aufstieg in die Fußball-Bundesliga. Der Erfolg stand Anfang Mai 1977 nach einem 1:0-Sieg beim SC Herford (Torschütze Niels Tune-Hansen) fest. Vizepräsident Werner Velbinger, der die Planungen für die Bundesliga leitete, betonte kurz nach dem feststehenden Aufstieg, die Heimspiele mit Ausnahme der Partien gegen „große Gegner“ auch in der höchsten deutschen Spielklasse im Millerntor-Stadion und nicht im Volksparkstadion austragen zu wollen. Die versprochene Aufstiegsprämie für die Spieler wurde von der Vereinsführung von 10.000 auf 5.000 D-Mark gekürzt. Zum Zeitpunkt des Aufstiegs drückte den Verein eine Schuldenlast in Höhe von rund zwei Millionen D-Mark, dennoch wurde die Bundesliga-Teilnahmeberechtigung in zweiter Instanz erteilt. Die zweite Hälfte der Vergütung sollte stattdessen im Falle des Klassenerhalts in der Bundesliga ausgezahlt werden. Allerdings erfolgte in der Saison 1977/78 der Bundesliga-Abstieg als Tabellenschlusslicht. Der Zuschauerschnitt bei den Bundesliga-Heimspielen St. Paulis lag in der Bundesliga-Saison 77/78 bei rund 12.000, insgesamt erwirtschaftete der Verein in dem Bundesliga-Jahr einen Gewinn von gut 250.000 D-Mark. Durch Spielerverkäufe kam weiteres Geld in die Kasse, dennoch blieb die Lage wirtschaftlich sehr angespannt. In der Saison 1978/79 (Trainer war Sepp Piontek) kam es bei der Zahlung der Spielergehälter zum Verzug, die Spieler drohten mit einem Streik. Die Mannschaft Philadelphia Fury aus der US-Liga NASL versuchte, Piontek im Laufe der Saison abzuwerben, dieser blieb aber beim FC St. Pauli. Mitte Dezember 1978 wurde der ehemalige Vizepräsident Velbinger, der eigenes Geld in den Verein gepumpt hatte, im Februar desselben Jahres aber entmachtet worden war, aus dem Verein ausgeschlossen, da er dem Vorstand einen „Täuschungs- und Betrugsversuch“ vorgehalten haben soll. 1978 ging die Amtszeit von Geschäftsführer Joachim Dipner zu Ende, er hatte das Amt seit 1974 inne.

### Ende der 1970er/Beginn der 1980er Jahre
Im Februar 1979 urteilte das Hamburger Landgericht, dass der Verein ein Privatdarlehen von Velbinger von 257 000 D-Mark zurückzahlen müsse. 1979 plagten den Verein nach Aussage von Otto Paulick (erst stellvertretender Vorsitzender und ab 1982 Vereinsvorsitzender) rund 3,8 Millionen D-Mark Schulden, der Mannschaft wurde im selben Jahr aus wirtschaftlichen Gründen die Teilnahmeberechtigung für die 2. Bundesliga entzogen, auch ein Gnadengesuch beim Deutschen Fußball-Bund wurde abgelehnt, St. Pauli musste in die Oberliga Nord zwangsabsteigen. Der zuständige DFB-Vizepräsident Otto Andres wies die von den Hamburgern vorgestellten Sanierungsmaßnahmen als „dubios“ zurück. Das Hamburger Abendblatt nannte diese kritische Zeit die „größte Zerreißprobe in der Vereinsgeschichte“. Die Mannschaft, mit der die Rückkehr in die Bundesliga angepeilt werden sollte, brach auseinander. Ende August 1979 wurde Wolfgang Kreikenbohm, Betreiber eines Reiterhofs und Bundeswehr-Offizier, als Nachfolger von Ernst Schacht ins Amt des Vereinsvorsitzenden gewählt. Die neue Führung handelte mit den Gläubigern einen außergerichtlichen Vergleich aus und rettete den Verein somit vor der Pleite. Im Dezember 1979 verurteilte das Hamburger Zivilgericht die „Gesellschaft Bürgerlichen Rechts Schacht-Uhlig-Stüben“ des vormaligen St. Pauli-Vorstandsgespanns, dem Verein 300 000 D-Mark zurückzuzahlen, die nach dem Verkauf von Spielern einbehalten worden waren. In der Oberliga beklagte Kreikenbohm ein nachlassendes Zuschauerinteresse und Ausschreitungen, an denen teils einheimische, teils gegnerische Anhänger beteiligt waren: Im Februar 1981 gerieten in der Halbzeit des Heimspiels gegen den VfB Lübeck Anhänger beider Mannschaften aneinander, ein Mann wurde durch Messerstiche lebensgefährlich verletzt, ein weiterer nach einem Schuss aus einer Gaspistole am Auge getroffen. In einem Tribünenabschnitt des Wilhelm-Koch-Stadions kam es regelmäßig zu Gewalttätigkeiten von St. Pauli-Anhängern: In einem Heimspiel im August 1982 gegen den SV Meppen drohte der Schiedsrichter mit dem Abbruch, nachdem Flaschen und Scherben auf den Platz geworfen und die Polizei gerufen worden waren. Kreikenbohm kündigte daraufhin die Aufstellung einer Überwachungskamera an sowie „rücksichtlos gegen diese Fans, die uns nur schaden“, vorzugehen. Die wirtschaftliche Lage blieb auch unter Kreikenbohm angespannt, am Ende seiner Amtszeit lagen die Verbindlichkeiten bei rund 1,5 Millionen D-Mark.
Mitte September 1982 trat Otto Paulick den Vereinsvorsitz an, sein Vorgänger Kreikenbohm blieb Mitglied des Führungsgremiums. Paulicks Amtszeit begann mit einem Erfolg, da ein Gläubiger auf seine Forderungen in Höhe von rund 500.000 D-Mark verzichtete.
Die Beziehung zwischen dem FC St. Pauli und dem Hamburger SV zu Beginn der 1980er Jahre beschrieb St. Paulis Torwart Volker Ippig (ab 1981 beim Verein) als „normales Verhältnis“. Es wurden mehrfach Vorbereitungsspiele gegeneinander ausgetragen, die für den FC St. Pauli sportlich lehrreich gewesen seien, so Ippig.

### 1984: Rückkehr in die 2. Bundesliga
1984 stieg die Mannschaft unter Trainer Michael Lorkowski wieder in die 2. Bundesliga auf. Nach einem 3:3 in der Aufstiegsrunde gegen den Stadtrivalen SV Lurup und einer gleichzeitigen Niederlage des 1. FC Bocholt stand der Aufstieg im Juni 1984 fest. In der Saison 1983/84 wies St. Pauli einen Zuschauerschnitt von 2.800 (gegenüber 1.700) im Vorjahr auf. Im zweiten Heimspiel der Saison 1984/85 gegen Wattenscheid 09 wurden Bierdosen von der Tribüne auf den Platz geworfen, eine traf Gästetorwart Heinz-Josef Koitka. Ein Zuschauer wurde festgenommen. Anschließend befasste sich der Deutsche Fußball-Bund mit dem Fall, der FC St. Pauli kündigte an, die Einlasskontrollen zu verstärken und die Zahl der Ordnungskräfte unter anderem durch Spieler aus der vereinseigenen Rugbymannschaft zu erhöhen. Nach fünf Spieltagen lagen die Hamburger auf dem vorletzten Tabellenplatz, die Mannschaft wurde mit den erfahrenen Peter Nogly und Dietmar Demuth verstärkt. Ab September 1984 war Karl-Heinz Wagner als (ehrenamtlicher) Manager des FC St. Pauli tätig. Laut Hamburger Abendblatt habe sich Wagner „mit großen Versprechungen im Klub“ eingeführt und sei „schnell zu einer der schillerndsten Figuren im Hamburger Fußball“ aufgestiegen. Mitte März 1985 gab der Vereinsvorstand die sofortige Trennung von Wagner bekannt. Das Hamburger Abendblatt berichtete, dass gegen Wagner „mindestens sechs Pfändungsbefehle über insgesamt 250 000 Mark sowie mehrere Anzeigen wegen Betruges ins Haus“ stünden. Wagner beteuerte in der Ausgabe des Hamburger Abendblatts vom 15. März 1985, dass die Vorwürfe „nur zum Teil richtig“ seien. Der Vorstand des FC St. Pauli sprach für die Heimspiele ein Platzverbot gegen Wagner aus.
Die Mannschaft schaffte es im weiteren Verlauf der Saison 1984/85 nicht, sich dauerhaft von den Abstiegssorgen zu befreien und verfehlte den Klassenerhalt in der 2. Bundesliga. Die fast vier Millionen D-Mark Schulden (Stand 1979) waren bis 1985 beinahe gänzlich abgebaut worden.
In der Saison 1985/86 wurde St. Pauli Meister der Oberliga Nord und kehrte in die 2. Bundesliga zurück. Am Buß- und Bettag 1986 kam es erstmals seit 1978 wieder zu einem Pflichtspiel zwischen dem FC St. Pauli und dem Hamburger SV, als sich die beiden Mannschaften im Achtelfinale des DFB-Pokals gegenüberstanden. 58 000 Zuschauer wohnten dem Spiel im Volksparkstadion bei, das der HSV mit 6:0 gewann.
Die Zuschauerschaft beim FC St. Pauli setzte sich, obwohl Mitglieder der Hausbesetzerszene und linksalternativer Kreise den Verein für sich entdeckten, aber weiterhin zu einem Großteil aus Menschen bürgerlicher Schichten und der Arbeiterschaft zusammen. Insgesamt hatte sich die Zuschauerschaft nach dem Absturz in die Oberliga stark verringert. Der Verein formulierte in einer Eigenbeschreibung 1986, man sei „trotz Reeperbahn-Nähe, gemütlicher geblieben, volkstümlicher“. Gleichwohl entwickelte sich im Laufe der 1980er Jahre bei wieder zunehmenden Zuschauerzahlen eine linksalternative Anhängerschaft, die sich nicht ausschließlich aus der Hausbesetzerszene oder den Kreisen von Sympathisanten der an den Vorgängen in der Hafenstraße beteiligten Personen speiste, sondern die auch Menschen umfasste, welche sich auch vom „Anderssein“ vieler St. Pauli-Anhänger, dem Ausschluss rechtsgesinnter Personen und Hooligans sowie der Stimmung im Millerntorstadion angezogen fühlten. Zur Entwicklung dieser neuen Anhängerschaft trugen auch von Zuschauern selbst herausgegebene Stadionzeitschriften („Fanzine“) und der Fanladen St. Pauli bei. Zu den Merkmalen der linksgerichteten Zuschauerkreise des FC St. Pauli zählen unter anderem die Ablehnung eines vorrangig auf Wirtschaftlichkeit ausgerichteten Fußballsports.
Das Hamburger Abendblatt beschrieb die breitgefächerte und viele Gesellschaftsschichten umfassende Zuschauerschaft des FC St. Pauli im Jahr 1988 mit den Worten: „Dort ist Fußball eine Lebensauffassung. […] Immer sind der Klub und seine Fans anders gewesen, als andere Klubs und deren Fans. Der FC St. Pauli ist mehr als Fußball. Da wird nicht nur für den Erfolg mitgefiebert, mitgelitten, mitgejubelt; da trifft sich eine Großfamilie zum Kaffee in der guten Stube, dem Wilhelm-Koch-Stadion. […] St. Paulis Familie ist bunt, aus dem Rahmen fällt da keiner mehr. Jung und alt, chic und lässig, weiblich und männlich, einzeln, paarweise und in Familien strömt es zum Stadion.“

### 1988: Bundesliga-Aufstieg
Mit einem 1:0-Sieg über den SSV Ulm tat der FC St. Pauli Ende Mai 1988 den letzten Schritt zum Aufstieg in die Bundesliga. 800 Anhänger hatten die Mannschaft von Trainer Helmut Schulte nach Ulm begleitet. Der Schütze des Siegtores war Dirk Zander. Die Spieler wurden bei der Rückkehr auf dem Hamburger Flughafen von rund 4.000 Menschen in Empfang genommen. Der „Macher“ des Aufstiegs war Trainer Helmut Schulte, der 1984 im Rahmen einer Arbeitsbeschaffungsmaßnahme eine Stelle beim FC St. Pauli antrat, um dort in der Jugendarbeit tätig zu werden. Er wurde Assistent von Cheftrainer Willi Reimann, ehe er dessen Nachfolge antrat, als Reimann im November 1987 zum Hamburger SV wechselte. Im Alter von 30 Jahren war er in der Saison 1988/89 der jüngste Trainer der Bundesliga. Nach dem Aufstieg nahm der Verein Umbaumaßnahmen am Millerntorstadion vor, die Heimspielstätte erhielt unter anderem eine neue Flutlichtanlage. Dennoch ging man in die höchste deutsche Spielklasse mit dem Vorhaben, weiterhin „volkstümliche“ Eintrittspreise anbieten und auf einen „elitären VIP-Bereich“ verzichten zu wollen. Zu den Eigenheiten der Heimspiele des FC St. Pauli dieser Zeit gehörte unter anderem, dass hinter dem Stadion stehende Bäume von Zuschauern erklommen wurden, um die Spiele verfolgen zu können (vom Hamburger Abendblatt „Fußball-Koalas“ genannt) und dass an einem Verkaufsstand im Stadion von Annegret Paulick, der Gattin des Vereinspräsidenten, und anderen Frauen selbstgebackener Kuchen angeboten wurde, um mit dem Erlös die Nachwuchsabteilung zu unterstützen. Anfang November 1988 kam es beim Heimspiel gegen den FC Bayern München (0:0) im Stadion am Millerntor zu Ausschreitungen auf den Zuschauerrängen: Laut Hamburger Abendblatt wurden Leuchtraketen, Dosen und Flaschen auf den Platz geschleudert, das Spiel stand kurz vor dem Abbruch. Der Kontrollausschuss des Deutschen Fußball-Bunds leitete wegen der Vorkommnisse eine Ermittlung ein, der Vorstand des FC St. Pauli entschied, die Sicherheitsmaßnahmen auszuweiten: Beschlossen wurde die Errichtung von Fangnetzen hinter den Toren sowie der gegnerischen Ersatzbank, umfangreichere Einlasskontrollen und der Einsatz zusätzlicher Ordnungskräfte im Bereich der Ersatzbänke. Aus den Reihen der Zuschauerschaft gab es Aufrufe, gefährdende Handlungen zu unterlassen, auch um zu verhindern, dass es bei einer Wiederholung der Ausschreitungen zu einer Verlegung der Heimspiele ins Volksparkstadion kommen könnte.
Anfang Juni 1989 lehnte das DFB-Sportgericht den Einspruch der Stuttgarter Kickers ab, die eine Wiederholung der Partie gefordert hatten, weil bei dem Duell der beiden Mannschaften am Millerntor von den Zuschauerrängen Gegenstände auf den Stuttgarter Torwart geworfen worden waren. Die Saison 1988/89 schloss der FC St. Pauli als Tabellenzehnter der Bundesliga ab. Mit insgesamt 356.976 Zuschauern wurde die für das Bundesliga-Jahr als Berechnungsgrundlage ausgegebene Zahl an zu erwartenden Besuchern um 118.976 übertroffen. Das Hamburger Aufgebot, das als Liganeuling problemlos den Bundesliga-Klassenerhalt schaffte, beschrieb St. Paulis damaliger Mittelfeldspieler Peter Knäbel als „eine Mannschaft ohne Stars und Großverdiener“. Die meisten Einsatzminuten in der Bundesliga-Saison 88/89 erhielt Jens Duve, gefolgt von André Golke. Golke war mit neun Treffern bester Torschütze der Mannschaft.
In Otto Paulicks Amtszeit als Vereinsvorsitzender gab es Vorwürfe zwielichtiger Finanzströme, Paulick wurden Machenschaften, eine wieder deutliche Schuldenlast und eine „unseriöse Vereinsführung“ vorgeworfen. 1988 trat Vizepräsident Helmut Johannsen nach nur wenigen Monaten von seinem Amt zurück, da er innerhalb des Vorstands einen mangelnden Informationsfluss beklagte und nicht mit Paulicks Amtsführung einverstanden war. Im Dezember 1988 wurde Johannsen nach 58-jähriger Mitgliedschaft aus dem Verein ausgeschlossen.
Dennoch wurde der bei Mitgliedern und Anhängern beliebte Anwalt Ende September 1988 wiedergewählt, mit Hans Apel übernahm der ehemalige Bundesfinanzminister das Amt des stellvertretenden Vorsitzenden. Apel trat dem FC St. Pauli 1947 bei, später aus und 1979 wieder ein.
Ende der 1980er wehrten sich Fangruppen und Anwohner des Stadtteils gegen das Vorhaben eines Stadionneubauprojekts mit angeschlossener Randbebauung („Sport-Dome“), das Präsident Otto Paulick und der stellvertretende Vorsitzende Heinz Weisener – bzw. dessen Architekturbüros – erwogen. Durch mehrere Demonstrationen sowie einen mehrminütigen Schweigeprotest bei einem Heimspiel wurde dieses Projekt schließlich gekippt.

### 1990er Jahre und der Beginn der 2000er
Im Januar 1990 urteilte das Landgericht Hamburg, dass Johannsen weiterhin behaupten dürfe, Paulick habe als Präsident eine falsche Bilanz vorgelegt, dem Verein Geld entzogen sowie Mitglieder getäuscht.
Im Februar 1990 kam es zum Wechsel an der Vereinsspitze: Otto Paulick trat auf einer außerordentlichen Mitgliederversammlung als Vorsitzender zurück. Zwar betrug der Schuldenstand 5,5 Millionen DM, doch Paulick argumentierte, dass dem Werte wie das renovierte Millerntorstadion gegenüberstünden. Der vorherige stellvertretende Vorsitzende Heinz Weisener wurde Paulicks Nachfolger. Hans Apel, der sich nicht genügend über die finanzielle Lage aufgeklärt sah, hatte vorher mit Paulick gebrochen. Apel blieb auch unter Weisener als „Vize“ Vorstandsmitglied. Paulick, der aus dem FC St. Pauli nach Einschätzung der Tageszeitung „ohne Geld einen Stadtteilverein von Bundesligazuschnitt“ machte, wurde auf der Versammlung mit Beifall verabschiedet. Zuvor hatte der DFB erkennen lassen, dass St. Pauli wohl einen Entzug der Bundesliga-Teilnahmeberechtigung zu erwarten hätte, sollte Paulick im Amt bleiben. Weisener, der kurz vor seiner Wahl dem Klub ein Darlehen über 500.000 DM gab, betonte zu seinem Amtsantritt, der Verein verfüge über geringen finanziellen Spielraum, er kündigte an, die Nachwuchsarbeit zu fördern, um verstärkt auf selbst ausgebildete Spieler setzen zu können. Er nahm zudem einen allmählichen Ausbau des Stadions auf 30.000 Zuschauerplätze in den Blick. Teile der Mitglieder- und Anhängerschaft des FC St. Pauli sahen es mit Skepsis, dass Weisener anders als der volksnahe Paulick kein Mann „zum Anfassen“ sei und aus dem wohlhabenden Stadtteil Harvestehude kam.
Im Februar 1991 wurde Trainer Helmut Schulte wegen akuter Bundesliga-Abstiegsgefahr entlassen; Nachfolger Horst Wohlers hat bis 1975 am Millerntor gespielt. Nach Einschätzung des Hamburger Abendblatts war damit auch St. Paulis öffentlich gezeichnetes Bild einer „menschlichen Alternative im harten Bundesligageschäft“ und Präsident Weiseners Image als „väterlicher Gönner“ überholt und er „endgültig zu einem ganz normalen Profiklub geworden“. Auch Teile der Anhänger kritisiert die Hinwendung zu „stinknormalem Profifußball“. Unter Wohlers unterlag man in der Relegation in insgesamt drei Spielen den Stuttgarter Kickers und stieg in die 2. Bundesliga ab. Nach diesem Rückschlag wurde der Stadionausbau verschoben; der Abstieg bedeutete auch für den wirtschaftlichen Konsolidierungskurs des Vorstandes neue Herausforderungen.
Im Jahr 1991 folgte ein Höhepunkt in der nicht-fußballerischen Geschichte des Klubs, als im Rahmen des „Viva St. Pauli-Festivals“ im Millerntorstadion Bands wie Slime und Die Toten Hosen auftraten und Parolen wie „Nazis raus“ und „Deutschland muss sterben“ skandierten; der Hauptzweck der Veranstaltung bestand darin, die Hafenstraße als kulturellen Raum zu erhalten.
Die wirtschaftliche Erholung des Vereins schritt voran: Der FC St. Pauli verbuchte im Geschäftsjahr 1993/94 das beste Ergebnis seit mehr als zehn Jahren und einen Überschuss von rund einer Million D-Mark. Das gab der Vorsitzende Weisener auf der Mitgliederversammlung im Mai 1995 bekannt, rund einen Monat später stand die Rückkehr in die 1. Bundesliga fest. Aufstiegstrainer war Uli Maslo. Nach Angaben Weiseners war der Verein zu diesem Zeitpunkt „so gut wie schuldenfrei“. Nachdem die Saison 1996/97 als Bundesliga-Letzter beendet worden war, spielte man fortan wieder in der zweiten Liga. Die Kritik an der Führungsweise von Präsident Weisener wuchs, diese wurde von einem Teil der Mitgliederschaft als „zu patriarchialisch“ erachtet. Ende Oktober 1997 wurde er zwar in seinem Amt bestätigt, aber mit einem Abstimmungsergebnis, welches als halbherziger Vertrauensbeweis eingeschätzt wurde.
Doch die wirtschaftliche Lage verschlechterte sich wieder deutlich. Im April 1999 wurde dem Verein zunächst die Teilnahmeberechtigung für die 2. Bundesliga verweigert, Präsident Weisener wurde stark kritisiert. Im Mai 1999 wurde letztlich doch die Lizenz unter Auflagen erteilt. Weisener hatte die Bürgschaft für ein Darlehen über sieben Millionen D-Mark übernommen.
Im Oktober 2000 endete die Amtszeit des Vereinsvorsitzenden Heinz Weisener, der im Laufe der Jahre insgesamt rund zehn Millionen D-Mark (andere Quellen nennen rund 20 Millionen D-Mark) Privatvermögen in den FC St. Pauli gesteckt und den Verein damit den Verbleib im bezahlten Fußball ermöglicht hatte. Seine Nachfolge trat Reenald Koch an.

### 2001 bis 2006 – Absturz in die Regionalliga, Fast-Insolvenz und Pokalsensation
| Saison                                | Liga (Stufe)            | Platz | Tore  | Punkte | Zuschauerschnitt | Kader |
| ------------------------------------- | ----------------------- | ----- | ----- | ------ | ---------------- | ----- |
| 2001/02                               | Bundesliga (I)          | 18    | 37:70 | 22     | 22.301           | Kader |
| 2002/03                               | 2. Bundesliga (II)      | 17    | 48:67 | 31     | 19.102           |       |
| 2003/04                               | Regionalliga Nord (III) | 8     | 44:40 | 44     | 17.392           |       |
| 2004/05                               | Regionalliga Nord (III) | 7     | 43:39 | 52     | 16.121           |       |
| 2005/06                               | Regionalliga Nord (III) | 6     | 53:38 | 61     | 17.231           |       |
| Rot unterlegt: Abstieg in untere Liga |                         |       |       |        |                  |       |

Nach dem vierten Aufstieg in die Bundesliga 2001 folgte schnell die Ernüchterung. Erst am 10. Spieltag konnte man gegen Energie Cottbus den ersten Saisonsieg feiern. Am Ende der Saison stand man mit nur 22 Punkten auf dem letzten Platz und musste nach nur einem Jahr wieder in die 2. Bundesliga. Einziges Highlight war der 2:1-Heimsieg am 21. Spieltag gegen den damaligen Champions-League-Sieger FC Bayern München. Daraufhin fertigte der Club T-Shirts mit dem Aufdruck „Weltpokalsiegerbesieger“ auf der Vorderseite und den Namen der Spieler auf der Rückseite an. Hintergrund war, dass der FC Bayern wenige Wochen zuvor den Weltpokal gewonnen hatte. Im DFB-Pokal unterlag man in Runde 1 gegen den SV Darmstadt 98 mit 0:1.
Nach dem Bundesliga-Abstieg 2002 verließen viele Leistungsträger wie Thomas Meggle, Zlatan Bajramović und Marcel Rath den Verein und konnten nicht adäquat ersetzt werden. Nachdem man die ersten beiden Saisonspiele mit 0:4 gegen Eintracht Frankfurt und 1:4 gegen LR Ahlen verloren hatte, musste Trainer Dietmar Demuth seinen Hut nehmen. Nachfolger wurde Joachim Philipkowski, der vorher als Co-Trainer fungiert hatte. Im Oktober 2002 eröffnete der FC St. Pauli am Brummerskamp in Hamburg-Eidelstedt ein Jugendleistungszentrum, das für 1,35 Millionen Euro gebaut worden war. Nach mehreren Rückschlägen wurde Trainer Philipkowski bereits im Dezember wieder entlassen, Franz Gerber trat seine Nachfolge an. Anfang Dezember 2002 wurde der Theaterunternehmer Corny Littmann neuer Vereinspräsident, nachdem Reenald Koch seinen Rücktritt verkündet hatte. Littmann war zuvor bereits Anhänger und Geldgeber des Vereins gewesen. Littmann war zunächst kommissarisch im Amt, im Februar 2003 wurde er durch die Mitgliederversammlung bestätigt. Am Ende der Saison 2002/03 stand die Mannschaft mit 31 Punkten auf dem 17. Platz, was einen Abstieg in die Regionalliga bedeutete. Im DFB-Pokal verlor man in der zweiten Runde mit 0:3 gegen Werder Bremen.
Am Ende dieser Saison wies der Verein eine Liquiditätslücke von ca. 1,9 Mio. € auf. Um die Lizenz für die Regionalliga zu erhalten und nicht in die Oberliga strafversetzt zu werden, musste der Verein dem DFB bis zum 11. Juni 2003 eine Liquiditätsreserve von 1,95 Mio. € vorweisen. Um dem Abstieg zu entgehen, wurden zwei Maßnahmen getroffen. Zum einen wurde das Jugendleistungszentrum am Brummerskamp für 720.000 € an die Stadt Hamburg verkauft und zum anderen wurde die „Retter-Kampagne“ ins Leben gerufen. Diese beiden Aktionen wurden von der HSH Nordbank zum 11. Juni mit 1,95 Mio. € verbürgt, um somit die Erfüllung der Zulassungsbedingungen des DFB fristgerecht zu ermöglichen. Durch den Verkauf von 140.000 „Retter“-T-Shirts sowie ein durch Uli Hoeneß ermöglichtes Benefizspiel gegen den FC Bayern München konnten rund zwei Millionen Euro zur Rettung des Klubs gesammelt werden. Die „Retter-Kampagne“ bestand zudem aus Spenden, der Kiez-Kneipenaktion „Saufen für St. Pauli“ und Kulturveranstaltungen am Millerntor. Durch den Einsatz von Verein, Fans, Sponsoren und anderen Helfern konnte der Abstieg in die Oberliga abgewendet werden.
Nachdem man knapp der Insolvenz entkommen war, versuchte man einen Neuanfang. Vor der Saison wurden insgesamt 11.700 Dauerkarten verkauft, was einen neuen Rekord für die Regionalliga bedeutete. Fast die komplette Mannschaft wurde ausgetauscht und Trainer Franz Gerber sollte die junge Mannschaft formen. Allerdings lief die Saison nicht nach Plan und so befand man sich im Frühjahr 2004 schon wieder in Nähe der Abstiegsplätze. Franz Gerber wurde daraufhin entlassen und Andreas Bergmann wurde neuer Trainer. Am Ende der Saison sprang ein eher enttäuschender achten Platz heraus. Im DFB-Pokal schied man in der 2. Runde gegen den VfB Lübeck aus.
Im Juni 2004 wurde ein drohender Zwangsabstieg durch den Verkauf von lebenslangen Dauerkarten verhindert. Der Unternehmer Frank Otto gab eine Bürgschaft für die Einnahmen aus dem Dauerkartenverkauf ab und sicherte dem Verein damit die Lizenz. Die zweite Regionalligasaison verlief auch nicht wie gewünscht. Man konnte vor der Saison zwar Spieler wie Florian Lechner, Michél Mazingu-Dinzey oder Marcel Eger verpflichten, diese sollten aber erst in den nächsten Jahren zu einer festen Größe werden. Am Ende stand man mit 52 Punkten auf dem siebten Platz, womit ganze 18 Punkte zum Aufstieg fehlten. An Trainer Andreas Bergmann hielt man trotzdem weiter fest. Im DFB-Pokal verlor man in der 1. Runde gegen Energie Cottbus.
Für die neue Saison holte man Thomas Meggle aus Rostock zurück ans Millerntor und schürte damit die Erwartungen. Letztendlich schaffte man es, sich die gesamte Saison über konstant im oberen Tabellendrittel zu halten, beendet die Saison aber trotzdem nur auf Platz 6. Weitaus erfreulicher war dagegen die Saison im DFB-Pokal. Dort schaffte man das beste Ergebnis der Vereinsgeschichte und zog bis ins Halbfinale ein. Auf dem Weg dahin wurden Wacker Burghausen (3-2 n. V.), VfL Bochum (4-0), Hertha BSC (4-3 n. V.) und der SV Werder Bremen (3-1) geschlagen. Erst gegen den FC Bayern München war nach einem 0-3 zu Hause Schluss. Diese Pokalsaison ging als „B-Serie“ in die Geschichte ein, da man nur gegen Gegner spielte, die mit dem Buchstaben B begannen (Burghausen, Bochum, Berlin, Bremen, Bayern).

### 2006 bis 2011 – Die Ära Stanislawski: Von der Regionalliga in die Bundesliga
| Saison                                  | Liga (Stufe)            | Platz | Tore  | Punkte | Zuschauerschnitt | Kader |
| --------------------------------------- | ----------------------- | ----- | ----- | ------ | ---------------- | ----- |
| 2006/07                                 | Regionalliga Nord (III) | 01    | 52:32 | 63     | 16.776           |       |
| 2007/08                                 | 2. Bundesliga (II)      | 09    | 47:53 | 42     | 18.543           |       |
| 2008/09                                 | 2. Bundesliga (II)      | 08    | 52:59 | 48     | 22.366           |       |
| 2009/10                                 | 2. Bundesliga (II)      | 02    | 72:37 | 64     | 20.870           |       |
| 2010/11                                 | Bundesliga (I)          | 18    | 35:68 | 29     | 24.314           | Kader |
| Grün unterlegt: Aufstieg in höhere Liga |                         |       |       |        |                  |       |

Trotz der starken Pokalsaison im Vorjahr tat sich der Club zunächst schwer. Nach dem 17. Spieltag der Saison 2006/07 stand man nur auf Platz 12 und es drohte der Anschluss an die beiden Aufstiegsplätze verloren zu werden. Nach der Beurlaubung des Cheftrainers Andreas Bergmann übernahm Holger Stanislawski zusammen mit Co-Trainer André Trulsen zum 20. November 2006 kommissarisch die Trainingsleitung. Trulsen war schon seit 2004 unter Bergmann Co-Trainer gewesen, Stanislawski hatte parallel noch die Position des sportlichen Leiters inne. Nachdem sich gleich in der ersten Saison der Aufstieg in die 2. Bundesliga angedeutet hatte, verlängerte man den Vertrag der beiden vorläufig bis zum 30. Juni 2009. Da Stanislawski zu dem Zeitpunkt nicht über die erforderliche Trainerlizenz verfügte, musste zur Saison 2007/08 zunächst Trulsen den Posten übernehmen – Stanislawski übernahm die Rolle des Teamchefs. Im DFB-Pokal schied man bereits in der 1. Runde gegen den FC Bayern München mit 1-2 nach Verlängerung aus.
Am 13. Juli 2006 verkündeten Hamburgs Bürgermeister Ole von Beust und Vereinspräsident Corny Littmann den Plan für ein „neues“ Millerntor. Schrittweise sollte das Stadion modernisiert und ausgebaut werden, um 27.000 Zuschauern Platz zu bieten. Im Dezember 2006 starteten die ersten Arbeiten, die letztendlich zum Juli 2015 abgeschlossen waren. Seitdem fasst das Stadion 29.546 Zuschauer.
Vor der Saison 2007/08 waren unter anderem Alexander Ludwig aus Dresden und Filip Trojan aus Bochum nach Hamburg gewechselt. Außerdem kehrte Ralph Gunesch nach einem Jahr aus Mainz zurück, nachdem er vorher bereits drei Jahre für St. Pauli gespielt hatte. Die erste Saison nach dem Aufstieg (2007/08) begann mit einer Überraschung, als der Erstligist Bayer 04 Leverkusen in der 1. Runde des DFB-Pokals mit 1:0 geschlagen wurde. In der 2. Runde verlor die Mannschaft gegen die Amateure des SV Werder Bremen mit 2:4 nach Elfmeterschießen. Nach der Hinrunde stand die Mannschaft in der Liga auf einem 9. Platz, den man auch zum Ende der Saison belegte. Im Laufe der Spielzeit 2007/08 belegte Trainer Stanislawski die Kurse für die B- und A-Lizenz der DFB-Trainer und wurde zur Saison 2008/09 wieder offiziell Cheftrainer des Klubs. Das Amt des sportlichen Leiters übernahm Helmut Schulte am 1. März 2008.
Zur Saison 2008/09 wechselten unter anderem Marius Ebbers, Mathias Hain und Rouwen Hennings zum Verein. Außerdem kam der damals 18-jährige Junior Hoilett auf Leihbasis von den Blackburn Rovers sowie Dennis Daube aus der eigenen Jugend. Die Hinrunde wurde auf dem siebten Platz abgeschlossen, im DFB-Pokal schied man in der ersten Runde gegen Erzgebirge Aue mit 4:5 nach Elfmeterschießen aus. Nach einer durchwachsenen Rückrunde schloss man die 2. Bundesliga mit dem achten Platz ab.
Die Saison 2009/10 sollte eine sehr erfolgreiche werden. Mit Filip Trojan, Benjamin Weigelt und Alexander Ludwig verließen einige Leistungsträger den Club. Mit Max Kruse, Matthias Lehmann, Deniz Naki und Markus Thorandt wechselten einige vielversprechende talentierte Spieler zum FC St. Pauli, die maßgeblichen Anteil am Aufstieg haben sollten. Mit Bastian Oczipka wechselte im Winter zudem ein damaliger U-20-Nationalspieler auf Leihbasis für 1½ Jahre von Bayer 04 Leverkusen nach Hamburg. Mit diesem Team war St. Pauli sowohl in der Hinrunde als auch in der Rückrunde die jeweils zweitbeste Mannschaft der Liga. Es stieg damit nach 2001 wieder in die 1. Bundesliga auf. Nachdem man am vorletzten Spieltag gegen Greuther Fürth noch zur Pause mit 0:1 im Rückstand gelegen hatte, drehte man das Spiel in der 2. Halbzeit und sicherte sich mit einem 4:1-Sieg den zweiten Platz. Marius Ebbers belegte zudem mit 20 Toren den zweiten Platz der Torjägerliste. Im DFB-Pokal schlug man in der ersten Runde den FC 08 Villingen, scheiterte dann mit 1:2 auswärts am Erstligisten Werder Bremen.
Am 19. Mai 2010 gab der Vereinsvorsitzende Corny Littmann unerwartet seinen Rücktritt bekannt. Nach Einschätzung des Hamburger Abendblatts war Littmann für den Verein „ein Segen“ und „wahrscheinlich der ungewöhnlichste Präsident, den ein Profiverein in Deutschland bisher erlebt hat“. Ihm wurde zugeschrieben, den wirtschaftlich angeschlagenen Verein in seiner Amtszeit wieder auf Vordermann gebracht, worauf sich in der Folge auch sportlicher Erfolg einstellte und dabei auch anfängliche Zweifler überzeugt zu haben. Er holte unter anderem mehrere ehemalige St. Paulianer (u. a. André Trulsen, Helmut Schulte, Joachim Philipkowski, Holger Stanislawski) zurück, die Posten im sportlichen Bereich erhielten.
Die Bundesligasaison 2010/11 verlief wenig erfreulich. Vor der Saison verstärkte man sich mit dem früheren Nationalspieler Gerald Asamoah, Fin Bartels, Carlos Zambrano und Thomas Kessler. Die Saison begann mit einem 3:1-Auswärtssieg beim SC Freiburg. Am 19. September 2010 kam es zum ersten Mal seit acht Jahren wieder zum Hamburger Stadtderby. Während man sich im Hinspiel am Millerntor mit 1:1 getrennt hatte, gelang St. Pauli im Rückspiel im Volksparkstadion die Überraschung: Nach einem Eckball köpfte Gerald Asamoah in der 59. Minute den Ball zum 0:1-Endstand in die Tormaschen. Dies war damit der erste Derbysieg für St. Pauli seit 1977. Zwar stand der Klub nach Ende der Hinrunde noch auf dem 15. Platz, doch stieg die Mannschaft zum Saisonende als Tabellenletzter ab.
Im DFB-Pokal schied man in der ersten Runde knapp mit 0:1 beim Chemnitzer FC aus. Außerdem deutete sich ein Umbruch an, da Holger Stanislawski bereits am 13. April 2011 bekannt gab, den Verein am Ende der Saison Richtung Hoffenheim zu verlassen.

### 2011 bis 2024 – Jahre in der 2. Bundesliga
| Saison                   | Platz | Tore  | Punkte | Zuschauerschnitt | Kader |
| ------------------------ | ----- | ----- | ------ | ---------------- | ----- |
| 2011/12                  | 04    | 59:34 | 62     | 23.220           |       |
| 2012/13                  | 10    | 44:47 | 43     | 24.142           |       |
| 2013/14                  | 08    | 44:49 | 48     | 28.731           |       |
| 2014/15                  | 15    | 40:51 | 37     | 24.718           | Kader |
| 2015/16                  | 04    | 45:39 | 51     | 29.534           | Kader |
| 2016/17                  | 07    | 39:35 | 45     | 29.401           | Kader |
| 2017/18                  | 12    | 35:48 | 43     | 29.394           | Kader |
| 2018/19                  | 09    | 36:53 | 49     | 29.546           | Kader |
| 2019/20                  | 14    | 41:50 | 39     | 29.423           | Kader |
| 2020/21                  | 10    | 51:56 | 47     | 01.613           | Kader |
| 2021/22                  | 05    | 61:46 | 57     | 18.040           | Kader |
| 2022/23                  | 05    | 55:39 | 58     | 29.357           | Kader |
| 2023/24                  | 01    | 62:36 | 69     | 29.424           | Kader |
| Grün unterlegt: Aufstieg |       |       |        |                  |       |

Saison 2011/12
Nachdem Holger Stanislawski seinen Rücktritt schon vor Saisonende bekannt gegeben hatte, suchte man nach einem geeigneten Nachfolger. Letztendlich entschied man sich für André Schubert, der vorher zwei Jahre lang für den SC Paderborn 07 als Trainer tätig war. Neben Stanislawski verließen zur neuen Saison 2011/12 auch Co-Trainer André Trulsen, Florian Lechner und Matthias Lehmann den Verein. Die ausgeliehenen Spieler Bastian Oczipka und Thomas Kessler kehrten zu ihren Teams zurück, Mathias Hain beendete seine Karriere und übernahm den Posten des Torwarttrainers. Als Neuzugänge wurden unter anderem Philipp Tschauner, Sebastian Schachten, Mahir Sağlık und Kevin Schindler verpflichtet, Patrick Funk und Lasse Sobiech wurden ausgeliehen. Nach der Hin- und Rückrunde stand man am Ende jeweils auf Platz 4 und verpasste damit knapp den sofortigen Wiederaufstieg. Punktgleich mit Fortuna Düsseldorf war am Ende die Tordifferenz ausschlaggebend. Im DFB-Pokal schied man erneut in der 1. Runde aus, dieses Mal gegen den damaligen Viertligisten Eintracht Trier. Ralph Gunesch, der insgesamt fast acht Jahre für St. Pauli gespielt hatte, verließ die Braun-Weißen in der Winterpause Richtung Ingolstadt.
Saison 2012/13
Vor der Saison 2012/13 musste man diverse Abgänge hinnehmen. Die Spieler Max Kruse, Deniz Naki, Fabio Morena und Moritz Volz verließen den Verein und auch die ausgeliehenen Lasse Sobiech und Philipp Heerwagen kehrten zu ihren Klubs zurück. Die Kiezkicker reagierten unter anderem mit den Verpflichtungen von Sören Gonther, Christopher Buchtmann, Florian Kringe und Lennart Thy. Außerdem wurde der Stürmer und U-Nationalspieler Daniel Ginczek vom VfB Stuttgart ausgeliehen. Ebenso gab es in Rachid Azzouzi einen neuen Sportdirektor. Nachdem der Klub nur sechs Punkte aus den ersten sieben Spielen hatte holen können, wurde André Schubert am 26. September 2012 freigestellt. Seine Nachfolge trat Michael Frontzeck an, der kurze Zeit später am 3. Oktober offiziell vorgestellt wurde. Mit ihm schaffte die Mannschaft den Klassenerhalt und landete am Ende auf dem zehnten Platz. Daniel Ginczek traf in der Saison 18-mal und landete mit einem Treffer weniger als der Braunschweiger Domi Kumbela auf dem zweiten Platz der Torschützenliste. Im DFB-Pokal überstand der Verein die erste Runde gegen den Offenburger FV, in der zweiten Runde verlor man beim Erstligisten VfB Stuttgart mit 0:3.
Saison 2013/14
Zur Saison 2013/14 wurde der Kader erneut grundlegend verändert. Zur Verstärkung kamen Christopher Nöthe, John Verhoek, Bernd Nehrig, Marc Rzatkowski, Phillipp Ziereis, Sebastian Maier und Marcel Halstenberg, während Florian Bruns, Benedikt Pliquett und Daniel Ginczek den Verein verließen. Nach einer starken Hinrunde stand man auf Platz 4, Trainer Michael Frontzeck wurde trotzdem am 6. November 2013 beurlaubt, da er und die Vereinsführung unterschiedliche Vorstellungen über den Zeitpunkt seiner Vertragsverlängerung hatten. Der zur Saison neu verpflichtete Co-Trainer Roland Vrabec sollte zunächst nur vorläufig die Teamleitung übernehmen, bekam aber nach vier Siegen aus den ersten sechs Spielen einen Vertrag bis zum 30. Juni 2015. Zwischenzeitlich befand man sich in Reichweite zum 3. Platz und träumte von einem möglichen Relegationsspiel gegen den Stadtrivalen Hamburger SV. Nach einem schwachen Saisonendspurt erreichte die Mannschaft am Ende nur den achten Rang. Insbesondere die Heimschwäche mit nur fünf Siegen am Millerntor hatte dazu beigetragen; in der Auswärtstabelle belegte die Mannschaft dagegen den dritten Platz. Im DFB-Pokal schied man, wie in den meisten Jahren zuvor, erneut in der 1. Runde aus. Gegner war der damalige Drittligist Preußen Münster.
Saison 2014/15
Nachdem man mit nur 4 Punkten aus den ersten 4 Spielen in die Saison 2014/15 gestartet war, wurde Cheftrainer Roland Vrabec am 3. September 2014 beurlaubt, auch Sportchef Rachid Azzouzi wurde freigestellt. Der vorher bereits zum Trainerteam gehörende Thomas Meggle übernahm zunächst als Interimstrainer, bis Ewald Lienen am 16. Dezember 2014 als neuer Trainer des FC St. Pauli vorgestellt wurde. Meggle wurde zum Sportdirektor ernannt.
Mit Ewald Lienen, der die Mannschaft auf einem Abstiegsplatz übernahm, erreichte der Club den 15. Platz und sicherte sich damit den Klassenerhalt. Im DFB-Pokal setzte man sich gegen den FSV Optik Rathenow durch, scheiterte dann zuhause in der zweiten Runde mit 0:3 an Borussia Dortmund.
Saison 2015/16
Die Saison 2015/16 sollte wieder erfolgreicher werden. Anders als in den Vorjahren blieb der Kern der Mannschaft zusammen, sie wurde nur punktuell verstärkt. Unter anderem wurden Ryō Miyaichi von Arsenal London sowie Jeremy Dudziak und Marc Hornschuh von Borussia Dortmund verpflichtet. Miyaichi verletzte sich in der Vorbereitung schwer und verpasste fast die gesamte Saison. Mit Philipp Tschauner und Marcel Halstenberg verließen zwei Leistungsträger den Verein. Halstenberg wurde für ca. 3 Millionen Euro an RB Leipzig verkauft, was eine Rekordablöse für den St. Pauli darstellt. Der Klub startete stark in die neue Spielzeit und befand sich nach der Hinrunde auf dem vierten Platz. Diese Position wurde bis zum Ende verteidigt, mit 12 Punkten Abstand auf den Relegationsplatz. Im DFB-Pokal schied man in der 1. Runde mit 1:4 gegen Borussia Mönchengladbach aus.
Saison 2016/17
In der bereits dritten Saison unter Lienen tat sich St. Pauli zunächst wieder schwerer. Vor der Saison verließen unter anderem Enis Alushi, Marc Rzatkowski, Lennart Thy und John Verhoek das Team, sie wurden durch Christopher Avevor, Aziz Bouhaddouz, Cenk Şahin, Mats Møller Dæhli und Johannes Flum ersetzt. Nach der Hinrunde stand man mit nur 11 Punkten auf dem letzten Tabellenplatz. Trotz vermehrter Kritik hielt die Vereinsführung am bei den Anhängern enorm beliebten Ewald Lienen fest, und der Mannschaft gelang eine enorme Leistungssteigerung; mit der besten Rückrunde der Vereinsgeschichte – 34 Punkte und 28:11 Tore – schloss man die Saison am Ende auf dem 7. Platz ab. Im DFB-Pokal traf man in der ersten Runde auf den VfB Lübeck, den man auswärts mit 3:0 schlagen konnte. In der zweiten Runde verlor man dann gegen den Bundesligisten Hertha BSC zu Hause mit 0:2.
Saison 2017/18
Kurz nach Saisonende gab der Verein bekannt, dass Ewald Lienen den neu geschaffenen Posten des Technischen Direktors übernimmt. Sein Vertrag wurde zudem bis zum 30. Juni 2021 verlängert. Zum neuen Übungsleiter für die Spielzeit 2017/18 wurde der bisherige Co-Trainer Olaf Janßen befördert. Im Juli 2017 ging der FC St. Pauli als erster deutscher Profiverein eine langfristige Kooperation mit einem englischen Premier-League-Klub ein. Die Zusammenarbeit mit Stoke City erstreckte sich auf die Bereiche Sport (Trainercoaching, Nachwuchsförderung, Scouting), Vermarktung, Merchandising und Medien. Im Oktober 2019 wurde die Kooperation gemeinsam beendet. In der Sommertransferperiode verließen mit Sören Gonther und Lennart Thy lediglich zwei Stammspieler das Team. Als Neuzugänge wurden Clemens Schoppenhauer, Luca Zander und der erstligaerfahrene Sami Allagui vorgestellt. Im Winter stießen zudem noch Dimitris Diamantakos und Thibaud Verlinden zum Aufgebot. Am 7. Dezember musste Olaf Janßen nach sieben sieglosen Spielen in Folge – zuletzt zwei Auswärtsniederlagen mit 0:4 bei der SpVgg Greuther Fürth und 0:5 bei Arminia Bielefeld – den Trainerposten räumen. Der zweitligaerfahrene Markus Kauczinski übernahm die auf Rang 14 befindliche Mannschaft zum 17. Spieltag. Am 33. Spieltag konnte man sich vorläufig den Klassenerhalt sichern und beendete die Saison auf dem zwölften Platz. Im DFB-Pokal verlor man in der ersten Runde mit 1:2 gegen den SC Paderborn.
Saison 2018/19
Auch im DFB-Pokal 2018/19 war in der ersten Runde Schluss, die Mannschaft scheiterte nach Verlängerung am Drittligisten SV Wehen Wiesbaden mit 2:3. In der Sommerpause wurde das Team unter anderem mit Mats Møller Dæhli verstärkt, der bereits das Jahr zuvor vom SC Freiburg ausgeliehen war und größtenteils starke Leistungen zeigte. Zudem stießen Henk Veerman vom SC Heerenveen sowie Marvin Knoll von Jahn Regensburg zum Team hinzu. Auch diverse Jugendspieler erhielten Profiverträge, unter anderem der U19-Nationalspieler Finn Ole Becker. Nach einer guten Hinrunde lag man auf einem guten 4. Platz. Da sich Henk Veerman Ende Dezember einen Kreuzbandriss zuzog, verpflichtete der Verein den vereinslosen Alex Meier zur Winterpause. Der mittlerweile 35-jährige hatte bereits in der Saison 2002/03 für die Braun-Weißen gespielt. Nach einem 0:4 Zuhause im Stadtderby gegen den Hamburger SV ging es dann abwärts, sodass der Verein sich am 28. Spieltag, nach vier Spielen ohne Sieg, von Markus Kauczinski trennte. Als neuer Trainer wurde Jos Luhukay verpflichtet. In den letzten Spielen waren die Leistungen eher durchwachsen, sodass man die Saison 2018/19 auf dem 9. Platz beendete.
Saison 2019/20
Zur Saison Spielzeit 2019/20 wurden diverse Spieler geliehen. Unter anderem verstärkten der U21-Nationalspieler Viktor Gyökeres, Leo Østigård (beide von Brighton & Hove Albion), James Lawrence vom RSC Anderlecht und Matt Penney von Sheffield Wednesday den Verein. Trennen musste man sich unter anderem von Jeremy Dudziak der den Verein Richtung HSV verließ, sowie von Richard Neudecker und Sami Allagui. Nachdem man die Hinrunde auf einem ernüchternden 15. Platz beendet hatte, verließ zudem Mats Møller Dæhli für eine Rekordsumme von 2,5 Millionen Euro den Verein und wechselte zum KRC Genk. Die Rückrunde, zunächst durch die COVID-19-Pandemie unterbrochen, verlief eher durchwachsen. Erst am vorletzten Spieltag konnte man den Klassenerhalt sichern und beendete die Saison auf dem 14. Platz. Die beiden Spiele gegen den HSV (Hamburger Stadtderby) konnte man mit jeweils 2:0 gewinnen. Im DFB-Pokal konnte man sich in der ersten Runde gegen den VfB Lübeck durchsetzen, verlor dann aber gegen Eintracht Frankfurt Zuhause mit 1:2.
Saison 2020/21
Zur Saison 2020/21 übernahm Timo Schultz, zuvor Trainer der eigenen A-Junioren (U19), die Mannschaft von Jos Luhukay. Mit über 15 Abgängen wurde der Kader stark verändert. Neu verpflichtet wurden u. a. Daniel-Kofi Kyereh (SV Wehen Wiesbaden), Leart Paqarada (SV Sandhausen), Guido Burgstaller (FC Schalke 04) und Rodrigo Zalazar (Leihe von Eintracht Frankfurt). Der FC St. Pauli startete allerdings schwach in die Saison. Im DFB-Pokal schied man bereits in der ersten Hauptrunde gegen den Regionalligisten SV Elversberg aus. Nach 13 sieglosen Spielen gelang erst am 16. Spieltag der zweite Saisonsieg, weshalb sich die Mannschaft im Abstiegskampf befand. Die Hinrunde wurde schließlich mit 16 Punkten auf dem 15. Platz abgeschlossen, wobei der Vorsprung auf den Relegationsplatz einen Punkt und auf einen direkten Abstiegsplatz zwei Punkte betrug. Die sportliche Leitung reagierte in der Wintertransferperiode und verpflichtete u. a. mit Omar Marmoush (VfL Wolfsburg), Eric Smith (KAA Gent) und dem Torwart Dejan Stojanović (FC Middlesbrough) drei Leihspieler. Stojanović trug neben anderen neuen Kräften mit seinen Leistungen zu einer stabileren Mannschaftsleistung bei und etablierte sich sofort im Tor, woraufhin die langjährige „Nummer 1“ Robin Himmelmann den Verein nach achteinhalb Jahren verließ. Die St. Paulianer legten während der Rückrunde Serien von fünf und vier Siegen in Folge hin, womit die Abstiegszone schnell verlassen wurde. Die Saison schloss die Mannschaft, die in der Rückrundentabelle mit 31 Punkten den 4. Platz belegte, schließlich mit 47 Punkten auf dem 10. Platz im gesicherten Mittelfeld ab.
Saison 2021/22
Zur neuen Saison wurde Leihspieler Eric Smith vom KAA Gent fest verpflichtet. Zudem verstärkten Jakov Medic, Etienne Amenyido, Marcel Hartel, sowie die Nationalspieler Nikola Vasilj und Jackson Irvine die Mannschaft. Den Verein verließen unter anderem Daniel Buballa und Ryo Miyaichi, die beide mehrere Jahre für den FC St. Pauli gespielt hatten. Nach der Hinrunde stand man mit 36 Punkten auf dem ersten Platz, verspielte aber in der Rückrunde den Aufstieg in die Bundesliga, da man nur 21 Punkte holte und in der Rückrundentabelle damit nur auf Platz 13 stand. Nach einer 2:3-Niederlage beim FC Schalke 04 am vorletzten Spieltag mussten alle Aufstiegsträume endgültig begraben werden. Zum Saisonende wurden sie Fünfter und wurden dabei noch vom Hamburger SV überholt, womit sie die Chance, erstmals seit 1954 in der Abschlusstabelle vor dem HSV zu stehen, nicht genutzt hatten. Im DFB-Pokal erreichte der FC St. Pauli das Viertelfinale und schaltete dabei im Achtelfinale den Titelverteidiger Borussia Dortmund aus. Dabei hatte man im heimischen Millerntor-Stadion den Favoriten, der unter anderem mit Erling Haaland und Jude Bellingham antrat, mit 2:1 bezwingen können. Im Viertelfinale folgte schließlich gegen die „Eisernen“ von Union Berlin das Aus.
Saison 2022/23
Nach der erfolgreichsten Saison seit 2015/16 wurde der Kader im Sommer erneut stark umgebaut. Guido Burgstaller, der in der letzten Saison mit 18 Toren und 7 Vorlagen der beste Scorer des Teams war, wechselte aus persönlichen Gründen zurück in die Heimat zu Rapid Wien. Auch Daniel-Kofi Kyereh wechselte für eine Rekordablöse von 4,5 Millionen Euro in die Bundesliga zum SC Freiburg. U-21 Nationalspieler Finn Ole Becker wechselte ablösefrei zur TSG 1899 Hoffenheim. Auch andere lang gediente Spieler wie James Lawrence, Philipp Ziereis und Christopher Buchtmann verließen den Verein. Als Zugänge kamen unter anderem Oladapo Afolayan von den Bolton Wanderers, Johannes Eggestein von Royal Antwerpen, Manolis Saliakas von PAS Giannina, sowie David Nemeth für eine Rekordablöse von 1,5 Millionen vom FSV Mainz 05. Im Winter stießen noch der estnische Nationalspieler Karol Mets und Elias Saad von Eintracht Norderstedt zum Team. Nach einer schwachen Hinrunde mit nur 17 Punkten wurde Trainer Timo Schultz zum Jahreswechsel 2022/2023 entlassen, obwohl man zuvor unter anderem den Hamburger SV im Stadtderby mit 3:0 schlug. Nachfolger wurde der bisherige Co-Trainer Fabian Hürzeler. Nach seiner Übernahme gewann der Club in der Rückrunde 13 von 17 Spielen und spielte damit die beste Halbserie der Vereinsgeschichte. Am Ende der Saison stand man erneut auf dem fünften Platz. Im DFB-Pokal scheiterte man in der 2. Runde am SC Freiburg nach 1:2 in der Verlängerung.
Saison 2023/24

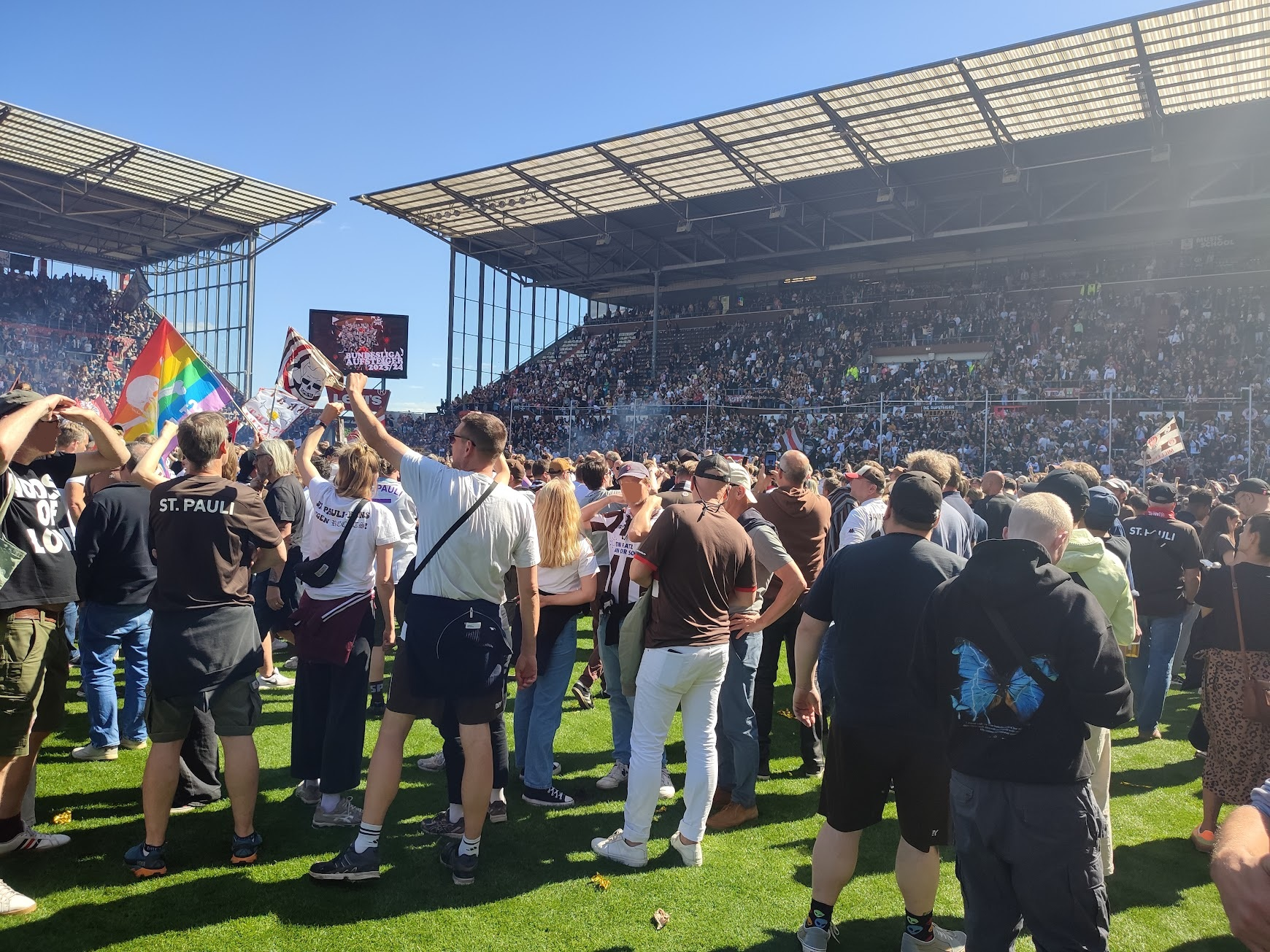
Aufstieg 2024

Zur neuen Saison gab es im Kader viele Veränderungen. Der in der vorherigen Saison stark aufspielende Leart Paqarada verließ den Verein ablösefrei in Richtung Bundesliga zum 1. FC Köln. Auch Lukas Daschner, der mit 16 Scorerpunkten maßgeblich an der guten Saison beteiligt war, wechselte nach seinem Vertragsende zum VfL Bochum. Zudem wurde Jakov Medic für eine Ablöse von 3 Millionen Euro an Ajax Amsterdam verkauft. Verstärkt wurde der Kader unter anderem durch Hauke Wahl der ablösefrei vom Ligakonkurrenten Holstein Kiel verpflichtet wurde, sowie Philipp Treu vom SC Freiburg, Simon Zoller vom VfL Bochum und Andreas Albers vom SSV Jahn Regensburg. Zudem wurde der vorher geliehene estnische Nationalspieler Karol Mets fest verpflichtet. Die gute Form der vergangenen Rückrunde konnte man fortführen und beendete die Hinrunde ungeschlagen auf dem 2. Platz. Nachdem es aufgrund des Africa-Cup 2024 einen personellen Engpass gegeben hatte, wurden in der Winterpause noch Erik Ahlstrand von Halmstads BK verpflichtet, sowie Aljoscha Kemlein vom 1. FC Union Berlin ausgeliehen. Im DFB-Pokal erreichte man das Viertelfinale, verlor dort aber gegen Fortuna Düsseldorf im Elfmeterschießen. Am 33. Spieltag konnten die Kiezkicker durch einen 3:1-Heimsieg gegen den VfL Osnabrück nach 13 Jahren Zweitklassigkeit vorzeitig den Aufstieg in die Bundesliga festmachen. Am letzten Spieltag sichern sie sich mit einem Sieg bei Wehen Wiesbaden die Zweitliga-Meisterschaft.

### Seit 2024 – Gegenwart
| Saison  | Platz | Tore  | Punkte | Zuschauerschnitt | Kader |
| ------- | ----- | ----- | ------ | ---------------- | ----- |
| 2024/25 | 14    | 28:41 | 32     | 29.506           | Kader |

Noch vor dem offiziellen Saisonbeginn wechselte Aufstiegstrainer Fabian Hürzeler für eine kolportierte Ablösesumme von 7,5 Millionen Euro zum Premier-League-Teilnehmer Brighton & Hove Albion. Als Nachfolger wurde Ende Juni Alexander Blessin vom belgischen Erstligisten Royale Union Saint-Gilloise vorgestellt. Marcel Hartel, mit 30 Scorerpunkten in 33 Ligaspielen Topscorer der Vorsaison, wechselte nach Vertragsende zu St. Louis in die MLS. Zudem zog es Jugendspieler Eric da Silva Moreira für 1,5 Millionen Euro Richtung Nottingham Forest. Verstärkt wurde der Kader auf Leihbasis durch Morgan Guilavogui vom RC Lens und Robert Wagner vom SC Freiburg. Zudem wurde der vorherige Leihspieler Scott Banks fest verpflichtet. Nach der Hinrunde stand man mit 14 Punkten auf Platz 14. Zur Winterpause legte man mit einigen Leihgeschäften nach: Noah Weißhaupt vom SC Freiburg, US-Nationalspieler James Sands vom New York City FC und Siebe Van der Heyden von RCD Mallorca stießen zum Team, zusätzlich wurde mit Stürmer Abdoulie Ceesay ein 20-jähriger Nationalspieler aus Gambia verpflichtet.

## Erfolge der Fußballabteilung und Ehemalige
- Hamburger Meister: 1947
- Norddeutscher Vizemeister: 1948, 1949, 1950, 1951, 1954
- Meister der Oberliga Nord: 1981, 1982, 1984, 1986
- Meister der Regionalliga Nord: 1964, 1966, 1972, 1973, 2007
- Meister der 2. Bundesliga Nord: 1977
- Meister der eingleisigen 2. Bundesliga: 2024
- Teilnahme an der Endrunde um die deutsche Meisterschaft: 1948, 1949, 1950, 1951
- Aufstieg in die 1. Bundesliga: 1977, 1988, 1995, 2001, 2010, 2024
- Aufstieg in die 2. Bundesliga: 1984, 1986, 2007
- DFB-Pokal-Halbfinale: 2006
- Hamburger Pokalsieger: 1986, 1998*, 2001*, 2004, 2005, 2006, 2008*
- Hamburger Pokalfinalist: 1982, 1984, 1992*, 1995*, 2003*

*0 zweite Mannschaft

### Bemerkenswerte Ereignisse
- 1952: Niederlage im ersten Fußballspiel, das im Fernsehen übertragen wurde, dem DFB-Pokal-(Heim)Spiel gegen Hamborn 07 (3:4)
- 1989: 10. Platz in der Abschlusstabelle der Bundesliga-Saison 1988/89, bisher höchste Platzierung am Saisonende seit Gründung der Fußball-Bundesliga
- 1991: 1:0-Auswärtssieg beim FC Bayern München, der mit sechs amtierenden Weltmeistern (Aumann, Augenthaler, Kohler, Pflügler, Reuter und Thon) sowie Jung-Nationalspieler Stefan Effenberg angetreten war[152]
- 1995: Tabellenführer der Bundesliga nach dem 1. Spieltag durch 4:2-Heimsieg gegen TSV 1860 München
- 2002: 2:1-Heimsieg als Tabellenletzter gegen Bayern München; der Begriff des Weltpokalsiegerbesiegers wird geprägt
- 2011: 1:0-Auswärtssieg als Aufsteiger beim Hamburger SV, erster Sieg im Derby seit 1977
- 2011: 1:8-Heimpleite am letzten Spieltag gegen den FC Bayern München, höchste Bundesliga-Heimniederlage der Vereinsgeschichte

### Ligazugehörigkeit
Ab Ende Januar 1910 wurden die ersten Punktspiele ausgetragen, und der Verein pendelte zunächst innerhalb der Hamburger Ligen, da es bis 1933 (mit Ausnahme der Saison 1913/14, in der die NFV-Verbandsliga eingeführt wurde) keine überregionalen Ligen gab. 1919 gelang der Aufstieg in die Hamburger A-Klasse, die höchste Hamburger Liga – somit war der Verein damals zum ersten Mal „erstklassig“.
1934/35, 1936–1940 sowie 1942–1945 spielte der FC St. Pauli in der neu gegründeten erstklassigen Gauliga Nordmark und von 1942 bis Kriegsende in der Gauliga Hamburg. Nach dem Krieg trat der FC zunächst in der (erstklassigen) Stadtliga Hamburg an und gehörte von ihrer Gründung 1947 bis zu ihrer Auflösung 1963 zur Oberliga Nord, die ebenfalls die höchste Spielklasse war.
Als 1963 die Bundesliga ihren Spielbetrieb aufnahm, spielte St. Pauli in der zweitklassigen Regionalliga Nord, und zwar bis zu deren Auflösung 1974. Seitdem spielte der Verein überwiegend in der 2. Bundesliga, zehn Jahre in der Bundesliga (inkl. Saison 2025/26) und zehn Jahre drittklassig.

### Ewige Tabellen
- Platz 30 in der Ewigen Tabelle der 1. Bundesliga (9 Saisons, 306 Spiele, 286 Punkte, Punkteschnitt: 0,93)
- Platz 2 in der Ewigen Tabelle der 2. Bundesliga (32 Saisons, 1130 Spiele, 1690 Punkte, Punkteschnitt: 1,50)
- Platz 15 in der Ewigen Tabelle der Regionalliga Nord (2000–2008) (4 Saisons, 142 Spiele, 220 Punkte, Punkteschnitt: 1,55)
- Platz 1 in der Ewigen Tabelle der Regionalliga Nord (1963–1974) (11 Saisons, 364 Spiele, 511:217 Punkte, Punkteschnitt: 1,4)

Stand sämtlicher Angaben: Saisonende 2023/24

### Besondere aktuelle und ehemalige Spieler

#### Deutsche A-Nationalspieler

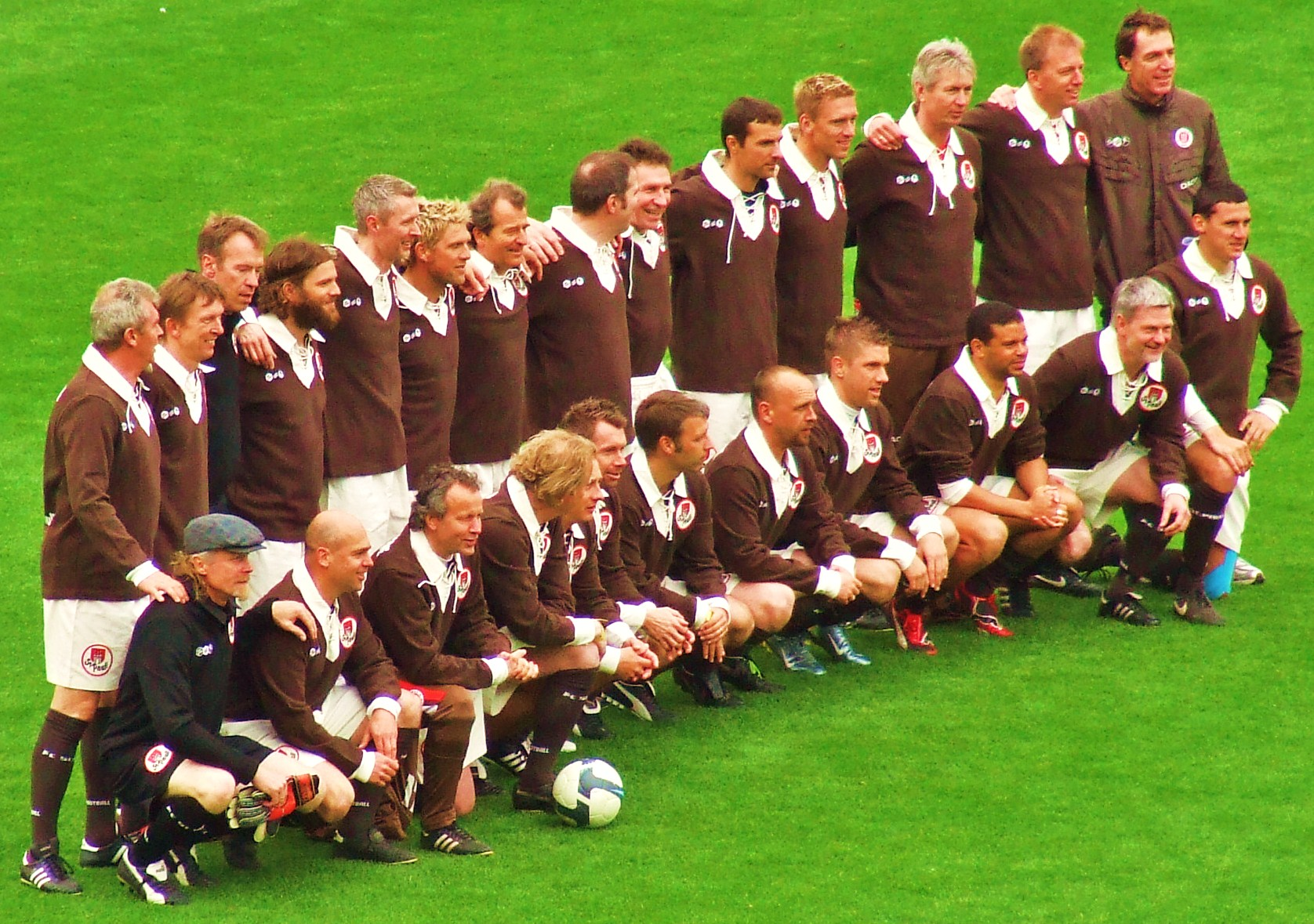
Ehemalige Spieler als Teil der Traditionself des FC St. Pauli anlässlich des hundertsten Jubiläums im Mai 2010 (3:3 gegen den FC United of Manchester)
Stehend v. l. n. r. Demuth, Box, Thomforde, Adrion, Dammann, Driller, Sturz, Gronau, Dahms, Springer, Rahn, Kocian, Trulsen, Schulte
Hockend v. l. n. r. Ippig, Golke, Bargfrede, Ottens, Zander, Hollerbach, Knäbel, Stanislawski, Klasnić, Mazingu-Dinzey, Sievers, Gunesch

- Gerald Asamoah (2010–2011), 43 A-Länderspiele
- Alfred „Coppi“ Beck (1925–1994), schoss in seinem einzigen A-Länderspiel, dem 1:3 gegen England am 1. Dezember 1954, den Ehrentreffer für Deutschland
- Karl Miller, 12 A-Länderspiele 1941/42, diese allerdings kriegsbedingt als „Gastspieler“ für zwei andere Klubs
- Ingo Porges, 1 A-Länderspiel gegen Irland 1960
- Christian Rahn, 2 A-Länderspiele 2002
- Noah Weißhaupt, 11 Spiele in Juniorennationalmannschaften

#### Ausländische Nationalspieler
| Spieler           | Nationalmannschaft      | Länderspiele | beim FC St. Pauli |
| ----------------- | ----------------------- | ------------ | ----------------- |
| Joel Chima Fujita | Japan                   | 2            | seit 2025         |
| Jackson Irvine    | Australien              | 53           | seit 2021         |
| Connor Metcalfe   | Australien              | 23           | seit 2022         |
| Zlatan Bajramović | Bosnien und Herzegowina | 35           | 1994–2002         |
| Nikola Vasilj     | Bosnien und Herzegowina | 6            | seit 2021         |
| Karol Mets        | Estland                 | 84           | seit 2023         |
| Ari Hjelm         | Finnland                | 100          | 1992–1994         |
| Manolis Saliakas  | Griechenland            | 4            | seit 2022         |
| Morgan Guilavogui | Guinea                  | 21           | 2024-2025         |
| Ivan Klasnić      | Kroatien                | 41           | 1992–2001         |
| Danel Sinani      | Luxemburg               | 62           | seit 2023         |
| Aziz Bouhaddouz   | Marokko                 | 17           | 2016–2018         |
| Tore Pedersen     | Norwegen                | 45           | 1995–1997         |
| David Nemeth      | Österreich              | 8            | seit 2022         |
| Erik Ahlstrand    | Schweden                | 1            | seit 2024         |
| Etienne Amenyido  | Togo                    | 1            | 2021-2024         |
| Rudolf Krčil      | Tschechoslowakei        | 20           | 1942              |
| Jiří Hanke        | Tschechoslowakei        | 5            | Sommer 1950       |
| Ivo Knoflíček     | Tschechoslowakei        | 40           | 1989–1991         |
| Ján Kocian        | Tschechoslowakei        | 26           | 1988–1993         |
| Elias Saad        | Tunesien                | 3            | 2023-2025         |
| Deniz Barış       | Türkei                  | 21           | 1999/2002         |
| Cory Gibbs        | USA                     | 21           | 2001–2003         |
| James Sands       | USA                     | 13           | seit 2025         |
| Fin Stevens       | Wales                   | 2            | seit 2024         |

#### Weitere bekannte Spieler
Weitere bekannte Spieler, die entweder lange für den FC St. Pauli spielten oder aufgrund persönlicher Leistung erwähnenswert sind:
- Guy Acolatse kam vor der Saison 1963/64 aus Togo ans Millerntor. Acolatse war einer der ersten Spieler schwarzer Hautfarbe aus Afrika im bezahlten deutschen Fußball.
- Dirk Dammann als Abwehrchef in den 1990er Jahren.
- Martin Driller, Stürmer und Ex-Freund von Regina Halmich.
- Walter Frosch, ein Abwehrspieler, spielte von 1976 bis 1982 bei St. Pauli. Bis heute gilt er weltweit als der Profifußballer mit den meisten gelben Karten in einer Saison.
- Franz Gerber, „Schlangen-Franz“, bester St. Pauli-Torschütze seit Gründung der Bundesliga, Vater von Fabian Gerber. Mit 115 Treffern an achter Position in der Liste der Zweitliga-Rekordtorjäger.
- André Golke, bis heute Bundesliga-Rekordtorschütze des FC St. Pauli.
- Jürgen Gronau spielte als Profi nie für einen anderen Verein als den FC St. Pauli und war danach in der Jugendabteilung tätig, in der auch sein Sohn aktiv ist.
- Horst Haecks gehörte Ende der 1950er und Anfang der 1960er zu den ganz großen Torjägern des FC St. Pauli. In der Saison 1963/64 traf er in 34 Spielen gleich 36 Mal ins gegnerische Tor. 1966 musste Haecks seine Karriere verletzungsbedingt beenden.
- Bernd Hollerbach, ehemaliger Metzger aus Franken, war ein Publikumsliebling, bis er zum Hamburger SV wechselte. Fans änderten ihren Schlachtruf von „Ho-ho-Hollerbach“ zu „Ho-ho-Hochverrat“.
- Volker Ippig, Torhüter, Stammtorhüter von 1986 bis September 1991 beim FC St. Pauli; lebte einige Zeit in den besetzten Häusern in der Hafenstraße; beendete nach 100 Pflichtspielen für den FC St. Pauli wegen einer Rückenverletzung im September 1991 seine aktive Karriere.
- Thomas Meggle, Mittelfeldspieler, wechselte zur Saison 2005/06 zum dritten Mal ans Millerntor. Torschütze beim legendären 2:1 gegen Bayern München. Er war zwischen dem 3. September 2014 und dem 16. Dezember 2014 als Trainer der Zweitligamannschaft beim FC St. Pauli tätig.
- Dieter Schlindwein, genannt „Eisen-Dieter“, Vorstopper, der seine Karriere beim SV Waldhof Mannheim 07 begann und Anfang der 1990er Jahre Abwehrspieler bei St. Pauli war – allerdings ob einer verbalen Entgleisung gegenüber Leo Manzi bei den Fans umstritten.
- Helmut Schön, 16 A-Länderspiele (1937–1941), 17 Treffer. Absolvierte seine Länderspiele zu einer Zeit, als er Vereinsspieler des Dresdner SC war. In der Spielzeit 1947/48 bestritt der spätere Bundestrainer, der 1972 Europa- und 1974 Weltmeister wurde, einige Pflichtspiele im Dress des FC St. Pauli.
- Otmar Sommerfeld, Rekordspieler der alten Oberliga Nord mit 362 Spielen, davon 227 zwischen 1951 und 1959 für St. Pauli, meist als Mittelläufer.
- Holger Stanislawski, Ende Mai 2004 beendete er seine Spielerkarriere, wurde danach Vizepräsident des Vereins und später Manager für den sportlichen Bereich. Nach der Beurlaubung Andreas Bergmanns war er als Manager und Trainer in Personalunion tätig, bis er die Position des Managers an Helmut Schulte abgab. Bis zum Saisonende 2010/11 übte Holger Stanislawski das Traineramt aus.
- Harald Stender – einmal St. Paulianer, immer St. Paulianer; der Außenläufer war von 1945 bis 1960 aktiv und ist der Spieler mit den meisten Einsätzen für den FC in der erstklassigen Oberliga. Als besondere Ehrung wurde 2013 die südliche Stadionvorfläche in Harald-Stender-Platz umbenannt.
- Klaus Thomforde, das „Tier im Tor“. Letzter Einsatz am 6. Oktober 2001 (Abschiedsspiel „Klaus’ letzte Parade“ als Sportinvalide). Anschließend wirkte der gelernte Steuerfachangestellte noch als Torwarttrainer sowie in der Vermarktung des Vereins mit (2006/07 Interimstrainer bei Holstein Kiel).
- André Trulsen, Abwehr, spielte in den Jahren 1986–1991 sowie zwischen 1994 und 2002 für den Verein. Dazwischen Stationen beim 1. FC Köln und vor der Zeit bei St. Pauli in der Oberliga beim SV Lurup (Hamburg). Wurde in der Regionalliga-Saison 2004/05 als Spieler für einige Einsätze in Liga- und Pokalspielen reaktiviert. Mit 177 Einsätzen Rekordspieler des FC St. Pauli in der Bundesliga.

#### Die „Jahrhundert-Elf“
Anlässlich des hundertjährigen Vereinsjubiläums wählten die Fans 2010 per Onlineabstimmung folgende Spieler:
| Angriff    |                       | Peter Osterhoff | Franz Gerber    |                 |
| Mittelfeld | Michél Mazingu-Dinzey | Thomas Meggle   | Jürgen Gronau   | Harald Stender  |
| Abwehr     | André Trulsen         | Walter Frosch   | Karl Miller     | Dirk Dammann    |
| Tor        | Klaus Thomforde       | Klaus Thomforde | Klaus Thomforde | Klaus Thomforde |

### Trainerchronik
| Amtszeit  | Trainer              |
| --------- | -------------------- |
| 1945–1947 | Hans Sauerwein       |
| 1948      | Woldemar Gerschler   |
| 1948–1950 | Fred Harthaus        |
| 1950–1952 | Walter Risse         |
| 1952      | „Hänschen“ Appel     |
| 1952–1963 | Heinz Hempel         |
| 1963–1964 | Otto Westphal        |
| 1964–1965 | Otto Coors           |
| 1965–1967 | Kurt Krause          |
| 1967–1968 | Heinz Hempel         |
| 1968–1971 | Erwin Türk           |
| 1971–1972 | „Edu“ Preuß          |
| 1972–1974 | Karl-Heinz Mülhausen |
| 1974–1976 | Kurt Krause          |
| 1976–1978 | Diethelm Ferner      |
| 1978–1979 | Josef Piontek        |

| Amtszeit  | Trainer              |
| --------- | -------------------- |
| 1979      | Werner Pokropp       |
| 1979–1982 | Kuno Böge            |
| 1982–1986 | Michael Lorkowski    |
| 1986–1987 | Willi Reimann        |
| 1987–1991 | Helmut Schulte       |
| 1991–1992 | Horst Wohlers        |
| 1992–1993 | Michael Lorkowski    |
| 1993–1994 | Seppo Eichkorn       |
| 1994–1997 | Uli Maslo            |
| 1997      | Klaus-Peter Nemet    |
| 1997      | Eckhard Krautzun     |
| 1997–1998 | Gerhard Kleppinger   |
| 1999      | Dietmar Demuth       |
| 1999–2000 | Willi Reimann        |
| 2000–2002 | Dietmar Demuth       |
| 2002      | Joachim Philipkowski |

| Amtszeit  | Trainer             |
| --------- | ------------------- |
| 2002–2004 | Franz Gerber        |
| 2004–2006 | Andreas Bergmann    |
| 2006–2007 | Holger Stanislawski |
| 2007–2008 | André Trulsen       |
| 2008–2011 | Holger Stanislawski |
| 2011–2012 | André Schubert      |
| 2012–2013 | Michael Frontzeck   |
| 2013–2014 | Roland Vrabec       |
| 2014      | Thomas Meggle       |
| 2014–2017 | Ewald Lienen        |
| 2017      | Olaf Janßen         |
| 2017–2019 | Markus Kauczinski   |
| 2019–2020 | Jos Luhukay         |
| 2020–2022 | Timo Schultz        |
| 2022–2024 | Fabian Hürzeler     |
| 2024–     | Alexander Blessin   |

## Profimannschaft

### Aktueller Kader 2025/26
Stand: 21. Juli 2025
| Nr.        | Nat.                    | Name                 | Geburtstag    | Im Verein seit |
| Tor        |                         |                      |               |                |
| 01         | Deutschland             | Ben Voll             | 3. Dez. 2000  | 2024           |
| 22         | Bosnien und Herzegowina | Nikola Vasilj        | 2. Dez. 1995  | 2021           |
| 30         | Osterreich              | Simon Spari          | 16. Juni 2002 | 2025           |
| Abwehr     |                         |                      |               |                |
| 02         | Griechenland            | Manolis Saliakas     | 12. Sep. 1996 | 2022           |
| 03         | Estland                 | Karol Mets           | 16. Mai 1993  | 2023           |
| 04         | Osterreich              | David Nemeth         | 18. März 2001 | 2022           |
| 05         | Deutschland             | Hauke Wahl           | 15. Apr. 1994 | 2023           |
| 08         | Schweden                | Eric Smith           | 8. Jan. 1997  | 2021           |
| 11         | Polen                   | Arkadiusz Pyrka      | 20. Sep. 2002 | 2025           |
| 14         | Wales                   | Fin Stevens          | 10. Apr. 2003 | 2024           |
| 21         | Deutschland             | Lars Ritzka          | 7. Mai 1998   | 2021           |
| 23         | Deutschland             | Louis Oppie          | 17. Mai 2002  | 2025           |
| 25         | Polen                   | Adam Dźwigała        | 25. Sep. 1995 | 2020           |
| 34         | Osterreich              | Jannik Robatsch      | 28. Dez. 2004 | 2025           |
| Mittelfeld |                         |                      |               |                |
| 06         | Vereinigte Staaten      | James Sands          | 6. Juli 2000  | 2025           |
| 07         | Australien              | Jackson Irvine       | 7. März 1993  | 2021           |
| 16         | Japan                   | Joel Chima Fujita    | 16. Feb. 2002 | 2025           |
| 20         | Schweden                | Erik Ahlstrand       | 14. Okt. 2001 | 2024           |
| 24         | Australien              | Connor Metcalfe      | 5. Nov. 1999  | 2022           |
| 42         | Deutschland             | Marwin Schmitz U19   | 7. Jan. 2007  | 2025           |
| Sturm      |                         |                      |               |                |
| 09         | Gambia                  | Abdoulie Ceesay      | 5. Jan. 2004  | 2025           |
| 10         | Luxemburg               | Danel Sinani         | 5. Apr. 1997  | 2023           |
| 17         | England                 | Oladapo Afolayan     | 11. Sep. 1997 | 2023           |
| 18         | Schottland              | Scott Banks          | 26. Sep. 2001 | 2023           |
| 26         | England                 | Ricky-Jade Jones     | 8. Nov. 2002  | 2025           |
| 27         | Benin                   | Andréas Hountondji   | 11. Juli 2002 | 2025           |
| 28         | Portugal                | Mathias Pereira Lage | 30. Nov. 1996 | 2025           |
| 38         | Deutschland             | Romeo Aigbekaen II   | 22. Juni 2004 | 2024           |

### Transfers der Saison 2025/26
- Stand: 23. Juli 2025

| Zugänge | Abgänge |
| Sommerpause 2025 | Sommerpause 2025 |
| --- | --- |
| - Joel Chima Fujita (VV St. Truiden) - Andréas Hountondji (FC Burnley; Leihe) - Ricky-Jade Jones (Peterborough United) - Louis Oppie (Arminia Bielefeld) - Mathias Pereira Lage (Stade Brest) - Arkadiusz Pyrka (Piast Gliwice) - Jannik Robatsch (SK Austria Klagenfurt) - Simon Spari (SK Austria Klagenfurt) | - Sören Ahlers (Vertragsende; Ziel unbekannt) - Andreas Albers (Vertragsende; Ziel unbekannt) - Carlo Boukhalfa (FC St. Gallen) - Sascha Burchert (Karriereende) - Johannes Eggestein (FK Austria Wien) - Morgan Guilavogui (RC Lens) - Eric Oelschlägel (Vertragsende; Ziel unbekannt) - Maurides (Radomiak Radom) * - Elias Saad (FC Augsburg) - Philipp Treu (SC Freiburg) - Siebe Van der Heyden (RCD Mallorca; Leihende) - Robert Wagner (SC Freiburg; Leihende) - Noah Weißhaupt (SC Freiburg; Leihende) - Simon Zoller (Karriereende) |

### Aktueller Trainer- und Betreuerstab
| Trainerstab        |                 |        |
| Name               | Funktion        | seit   |
| Alexander Blessin  | Cheftrainer     | 7/2024 |
| Peter Németh       | Co-Trainer      | 2022   |
| Sven Van Der Jeugt | Torwarttrainer  | 7/2024 |
| Thomas Barth       | Athletiktrainer | 2023   |
| Karim Rashwan      | Athletiktrainer | 2017   |
| Frederic Bokelmann | Athletiktrainer | 2020   |
| Ole Marschall      | Spielanalytiker | 2021   |
| Sami Pierau        | Spielanalytiker | 2022   |
| Thomas Risch       | Spielanalytiker | 7/2025 |

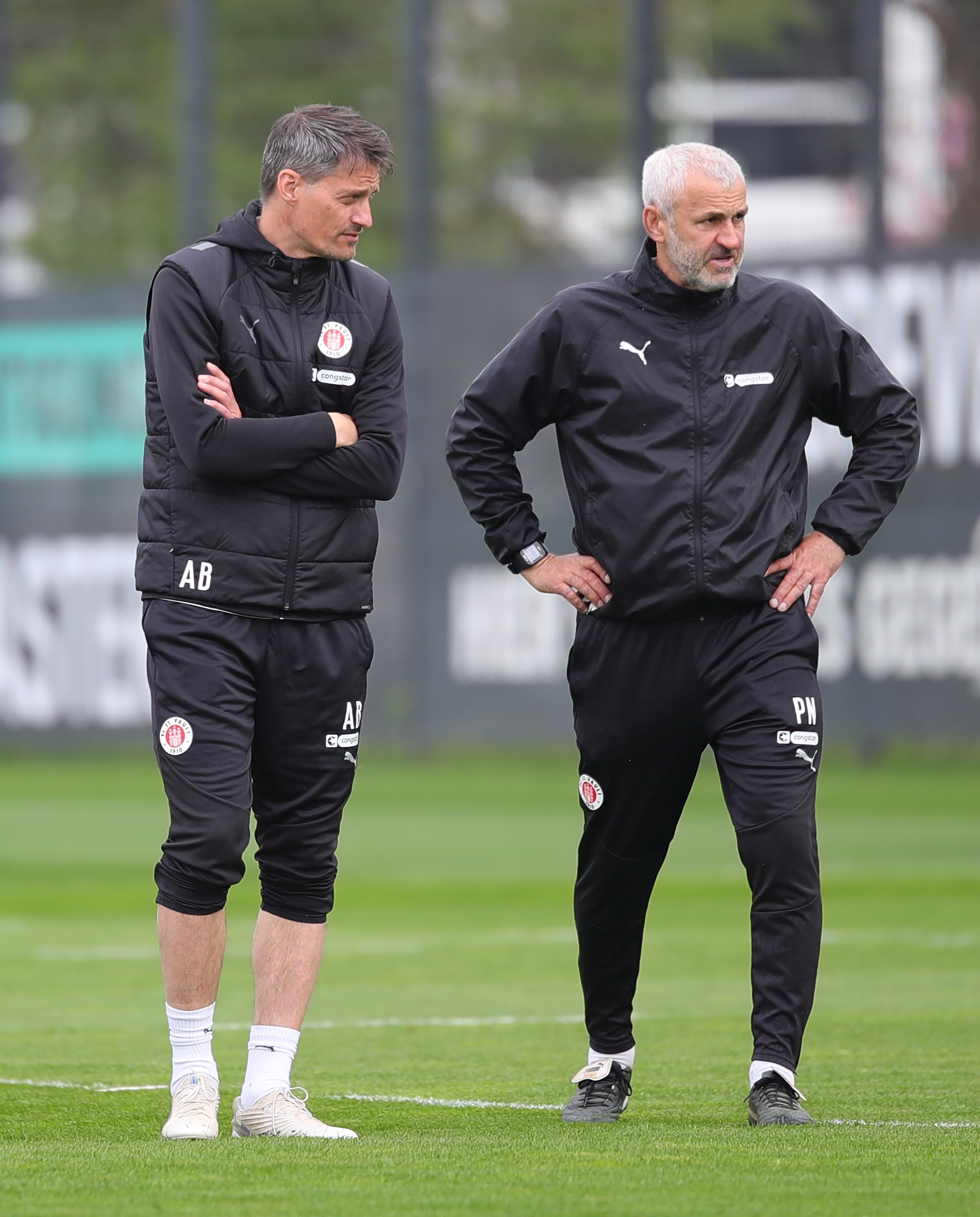
Alexander Blessin (li.) und Peter Németh
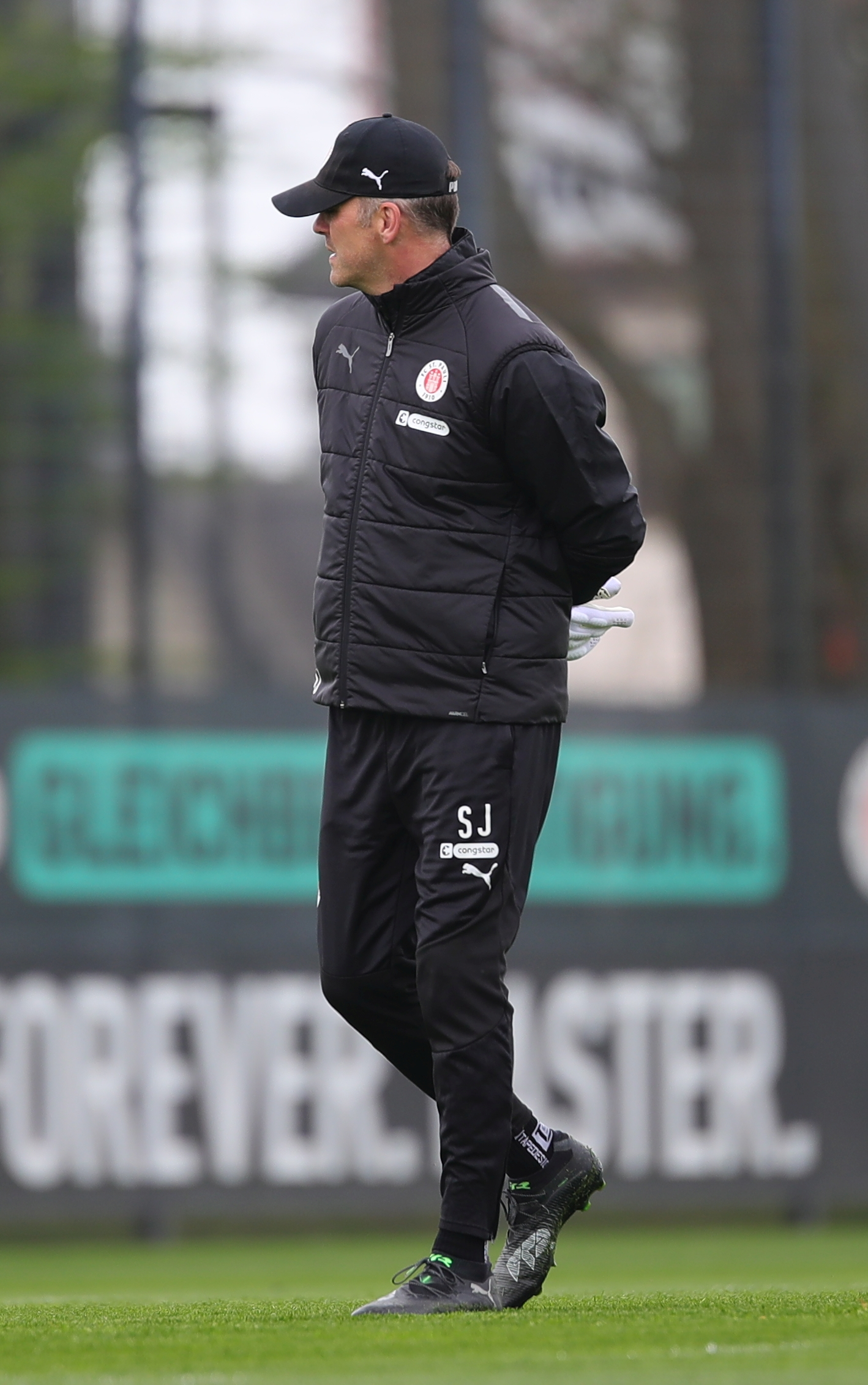
Sven Van Der Jeugt

## Vereinsstruktur

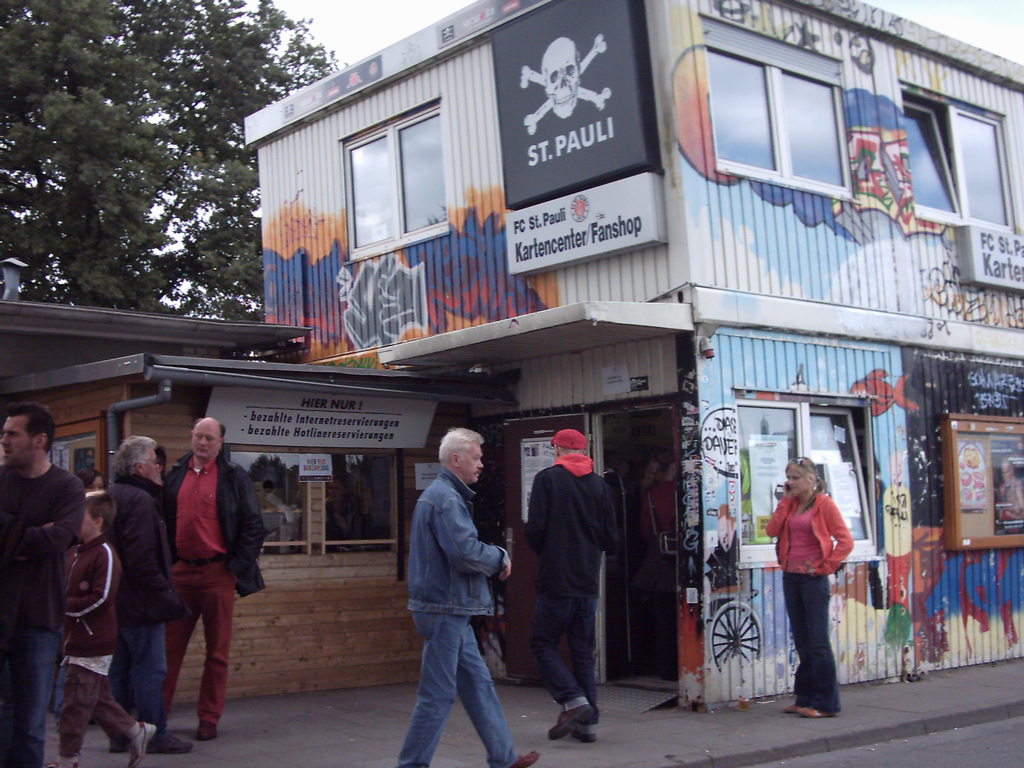
Kartencenter und Fanshop am Millerntor vor dem Umbau 2007/08

### Die Präsidenten
Das Präsidium des FC St. Pauli setzt sich satzungsgemäß aus dem Präsidenten und seinen bis zu vier Stellvertretern zusammen. Die Jahreshauptversammlung wählt den Präsidenten (auf Vorschlag des Aufsichtsrats) und die Vizepräsidenten (auf Vorschlag des Präsidentschaftskandidaten). Ob Präsidiumsmitglieder haupt- oder ehrenamtlich tätig sind, entscheidet der Aufsichtsrat fallweise (derzeit ehrenamtlich).
Zum Präsidenten wurde der Musik-Unternehmer Oke Göttlich am 16. November 2014 gewählt. Weitere amtierende Präsidiumsmitglieder sind Luise Gottberg, Carsten Höltkemeyer, Esin Rager und Jochen Winand.
| - 1924–1931 Henry Rehder - 1931–1945 Wilhelm Koch - 1945–1947 Hans Friedrichsen - 1947–1948 Max Pestorf - 1948–1969 Wilhelm Koch - 1970–1979 Ernst Schacht - 1979–1982 Wolfgang Kreikenbohm | - 1982–1990 Otto Paulick - 1990–2000 Heinz Weisener - 2000–2002 Reenald Koch - 2002–2010 Corny Littmann - 2010–2014 Stefan Orth - 2014–0000 Oke Göttlich |

### Die Geschäftsleitung
Die hauptamtliche Geschäftsleitung wird vom Präsidium bestellt und entlassen. Sie ist in sechs Ressorts aufgeteilt:
| Sport:                   | Andreas Bornemann                                                                                           |
| Wirtschaft und Finanzen: | Wilken Engelbracht                                                                                          |
| Marke:                   | Martin Drust                                                                                                |
| Amateursport:            | Thomas Michael                                                                                              |
| Finanzen:                | Martin Urban                                                                                                |
| Medien & Kommunikation:  | Anne Kunze (Wirtschaft und Internationalisierung) und Patrick Gensing (Strategie, Verein und Profi-Fußball) |

### Beschäftigtenvertretung
Anfang 2003 wurden beim FC St. Pauli als erstem Bundesligaverein ein Betriebsrat gewählt. Damaliger Vorsitzender war Sven Brux, der u. a. im Dokumentarfilm Sankt Pauli! – Rausgehen – Warmmachen – Weghauen (2008) zu sehen war. Derzeit sitzt Hendrik Lüttmer der Beschäftigtenvertretung vor.

## Zuschauer und Fankultur

### Politische Anhängerschaft

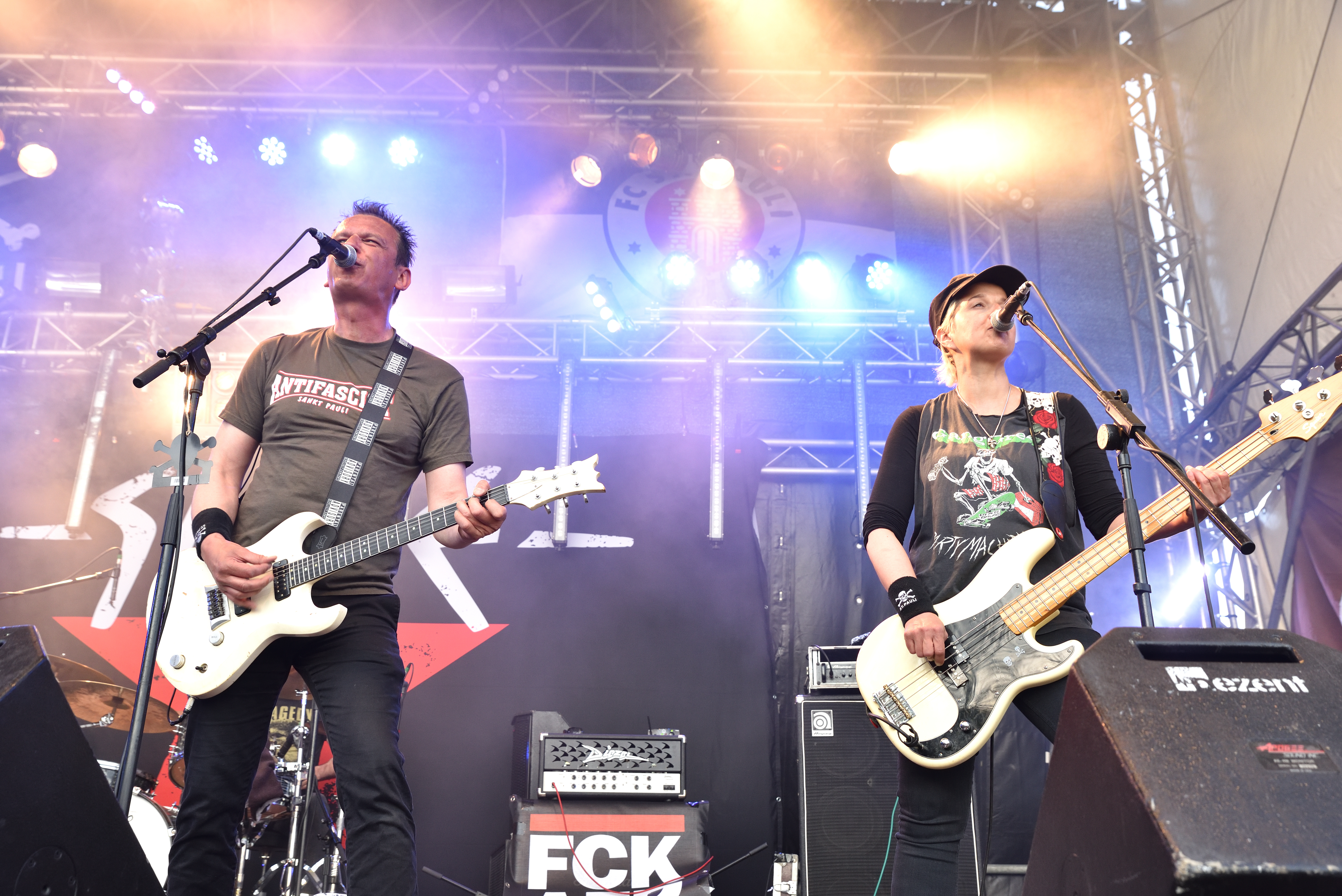
Totenkopf-Armbänder bei der Punkband Slime (2016)

Ein nennenswerter Teil der Fanszene am Millerntor versteht sich im Vergleich zu den Fanstrukturen anderer Fußballvereine ausdrücklich als politisch. Anfang der 1980er Jahre wurde der Grundstein für den Wandel des innerstädtischen Stadtteilklubs zur Marke gelegt. Während sich in den alternativen Quartieren innerhalb der linken Szene auch langsam die der Hausbesetzer entwickelte, brachte ein St. Pauli-Fan mit dem Spitznamen „Doc Mabuse“, ebenfalls Alternativer und Hausbesetzer, zu einem Heimspiel eine an einen Besenstiel gebundene Totenkopfflagge mit, wie sie bis dato nur aus Filmen über Piraten bekannt gewesen war. Dies sei 1982 oder 1983 gewesen, so der St. Pauli-Anhänger. Die Fahne hatte er zuvor auf dem Hamburger Dom gekauft. Auf der Gegengerade fanden sich rasch Nachahmer, und die Zahl linksgerichteter Fans wuchs. Einer der Gründe hierfür waren Hooligangruppen wie die Löwen des Stadtrivalen Hamburger SV, die von Rechtsradikalen unterwandert waren und Linke aus den Kurven zu verdrängen versuchten. Auf der anderen Seite wird der Totenkopf, in der Tradition Jahrhunderte alter Piraterie ein Symbol „Arm gegen Reich“, auch heute noch von den Fans verwendet, da der FC St. Pauli obgleich geringer finanzieller Möglichkeiten achtbare Erfolge in den verschiedenen Ligen und Wettbewerben zu verzeichnen hat. So drückt die Fanszene sinnbildlich die Rolle des Underdogs aus, der gegen übermächtige, reiche Klubs kämpft. Der Bezug des Vereins zu dem Motiv hat sich 2015 durch den Rückkauf der Markenrechte verfestigt, wodurch es offizieller Bestandteil der Vereinsvermarktung geworden ist. Das Flaggenmotiv wird auch außerhalb des Bezirks St. Pauli in ganz Deutschland neben der Unterstützung des Vereins als Ausdruck politischer Unangepasstheit verwendet.
Mit dem Stammtorhüter Volker Ippig war Ende der 80er Jahre eine Identifikationsfigur gefunden. Ippig, der zu dieser Zeit einen Irokesenschnitt trug, wurde von Hamburgs Sportpresse der hiesigen Punkszene zugeschrieben, die bundesweit langsam in den Fokus des Mainstreams geriet. Zudem war er aufgrund seiner Vergangenheit als Hilfsarbeiter im von den Sandinisten regierten, linken Nicaragua wie auch seines zeitweiligen Aufenthalts in einem besetzten Haus an der Hafenstraße beliebt beim politisch links engagierten Teil der Anhänger.

### Strukturen in der Fanszene
Auch in der Arbeit gegen Stadionverbote zeigt sich die Fangruppierung Pro Fans recht aktiv im St.-Pauli-Umfeld. Einen weiteren politischen Schwerpunkt bildet das aktive Einschreiten gegen sexistische oder rassistische Äußerungen im Stadion: St. Pauli war der erste Verein, welcher entsprechende Verbote in seine Stadionordnung einfügte – heute ist es eher die Regel, dass sich entsprechende Passagen in den Stadionordnungen der Bundesligavereine finden.
Im Jahr 2009 schrieb die italienische Ska-Combat-Folk-Punk-Band Talco aus Marghera den Song St. Pauli. Seitdem wurde der Song häufig als Hymne benutzt und die Band hat bereits einige Konzerte im Millerntorstadion gespielt.

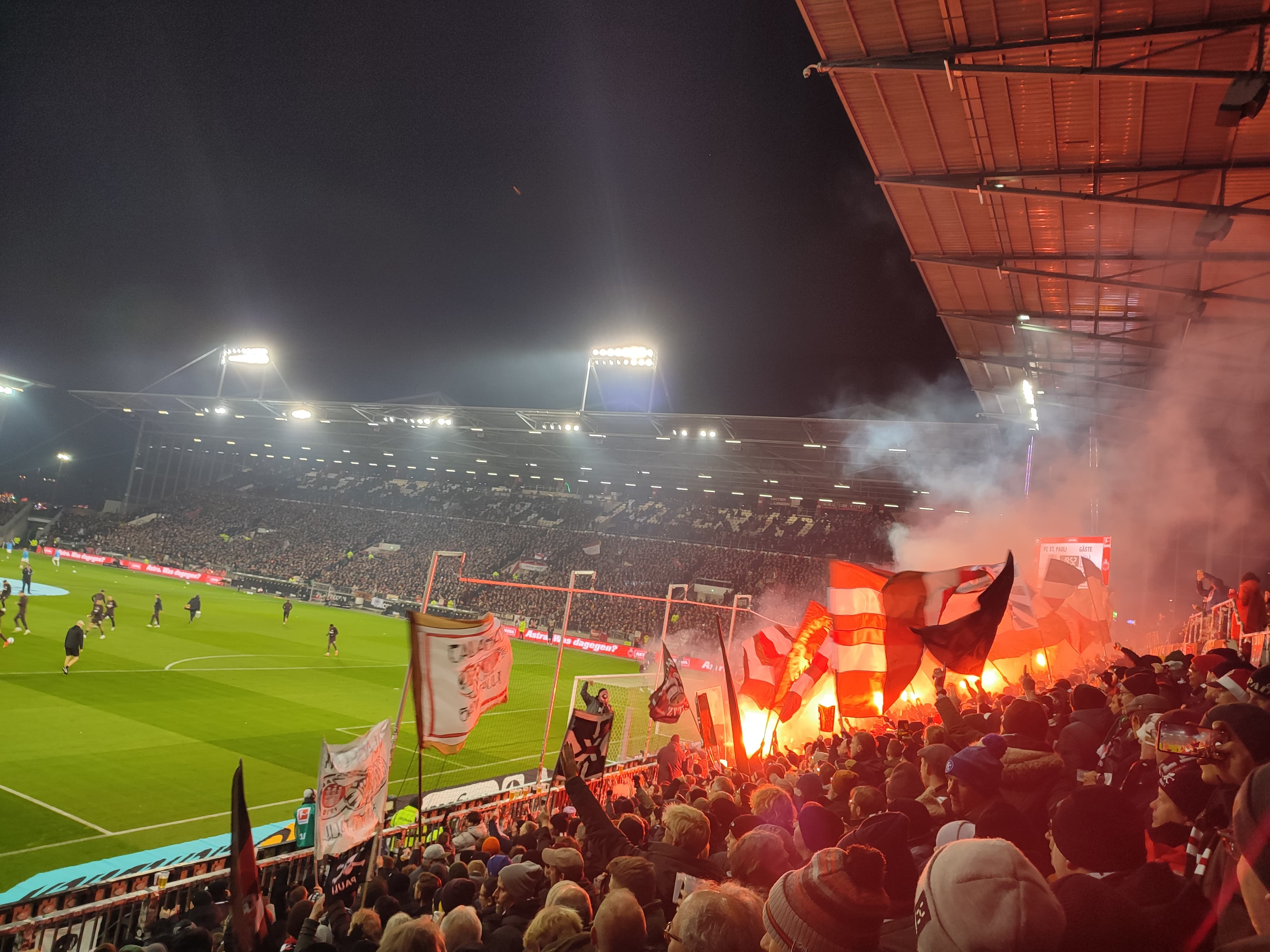
FC St. Pauli Südkurve

Der Verein hat 514 offiziell registrierte Fanklubs (Stand: Dezember 2017), die sich mit dem Fanclub-Sprecherrat ein eigenes Vertretungsgremium geschaffen haben, das inzwischen bei grundsätzlichen Fragen auch vom Vereinspräsidium angehört wird. Zentrale Einrichtung für organisierte wie einzelne Fans ist der aus einer Faninitiative hervorgegangene Fanladen St. Pauli. Eine besonders enge Zusammenarbeit besteht mit Fanclubs des schottischen Premier-League-Vereins Celtic Glasgow.
Von den St. Pauli-Fans wird zudem das Antira-Turnier organisiert, ein Einladungsturnier für antirassistische Fangruppierungen, das früher jährlich, nun alle zwei Jahre (alternierend mit anderen Austragungsorten), auf dem St. Pauli-Trainingsgelände stattfindet. Fans und Verein engagierten sich ebenfalls im politischen Kampf für die Gruppe Lampedusa in Hamburg und halfen mit, den Fußballclub FC Lampedusa aufzubauen.
Der Verein rief auch die Initiative Kiezhelden ins Leben. Die Plattform unterstützt soziale und kulturelle Projekte auf dem „Kiez“ als auch den sportlichen Nachwuchs.

### Prominente Fans und Unterstützer
Der FC St. Pauli hat viele prominente Fans. Dazu gehören:
- Bela B, Musiker u. a. bei Die Ärzte, Komponist, Autor und Schauspieler

- Thorsten Schröder, ARD-Tagesschausprecher, Moderator, Buchautor[174]

- Reinhold Beckmann, Fernsehmoderator, Fußballkommentator, TV-Journalist, Autor und Musiker.

- Elton, Fernsehmoderator und Entertainer

- Fettes Brot, Hip-Hop-Gruppe

- Steffen Hallaschka, Hörfunk- und Fernsehmoderator

- Olivia Jones, Travestiekünstler und Dragqueen

- Axel Prahl, Schauspieler u. a. als Tatort-Kommissar, Synchronsprecher und Musiker

- Tobi Schlegl, Radio- und Fernsehmoderator, Reporter, Autor, Musiker sowie Notfallsanitäter und Seenotretter

- Thees Uhlmann, Musiker u. a. bei Tomte, Autor und Hörbuch-Interpret

- Ralf Zacherl, Koch und Fernsehkoch

- Jaume Marquet i Cot aka Jimmy Jump

- Andrew Eldritch, Sänger der Band The Sisters of Mercy[175]
- Andreas Babler, Vizekanzler von Österreich, Bundesvorsitzender SPÖ

### Der Totenkopf

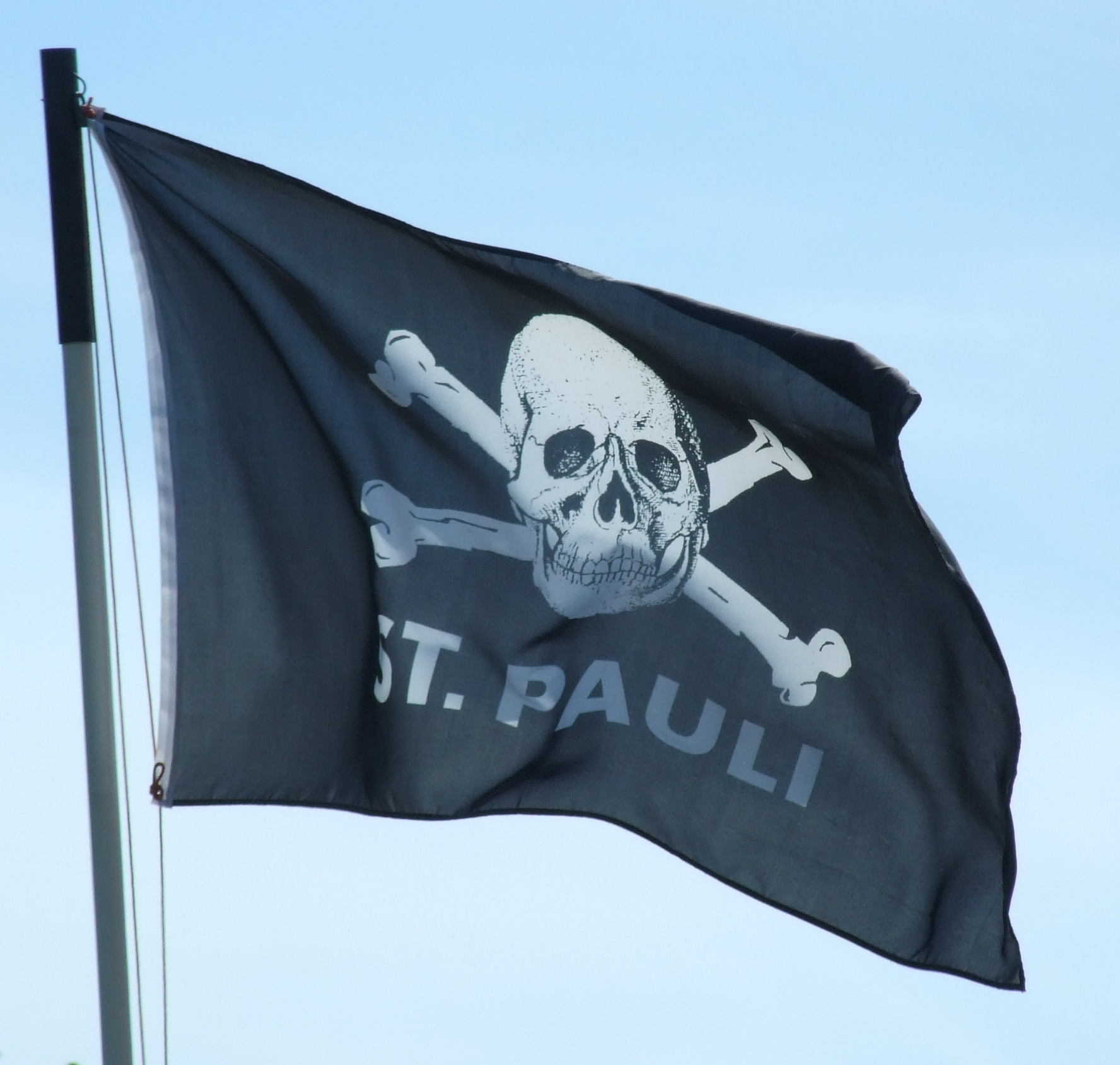
Totenkopffahne

In den späten 1980er nagelte „Doc Mabuse“, Bewohner der Hafenstraße und FC-St.-Pauli-Fan, eine Flagge vom Hamburger Dom – Totenkopf mit Augenklappe – kurzerhand an einen Besenstiel und zog damit ins Millerntor-Stadion. Unabhängig davon begann Steph Braun, Inhaber einer Siebdruckerei in der Clemens-Schultz-Straße, über die Entwicklung eines neuen Stadtteilshirts nachzudenken. Inspiriert von Mabuses Flagge fand er in einem alten Anatomiebuch die perfekte Vorlage für einen Totenkopf, den er mit gekreuzten Knochen kombinierte. Bald darauf wurde der Fanladen wichtigster Abnehmer dieses Designs. Diese Verbindung zwischen Totenkopf-Logo und Verein wurde immer stärker, und in den späten 90er Jahren übernahm der FC St. Pauli offiziell Brauns zum Schutz vor Plagiaten angemeldete Marke. Damit besaß der Verein ein zweites Logo, das seine enge Verbindung zum Stadtteil und seinen einzigartigen Charakter unterstrich.

### Rivalitäten
Traditioneller Rivale der St. Paulianer ist der Hamburger SV (HSV). Im Duell mit den „Rothosen“ wird ermittelt, wer aktuell „die Nr. 1“ der Stadt ist. Unterschiedliche Ligazugehörigkeiten in der Vergangenheit hatten das Hamburger Stadtderby jedoch seltener werden lassen. 2018 stieg der HSV zum ersten Mal aus der Bundesliga ab, so dass es in der Saison 2018/19 erstmals zu zwei Stadtderbys in der 2. Bundesliga kam. Seit dem 13. März 1993, als es rund um die Begegnung bei Hansa Rostock angesichts der politisch motivierten Ausschreitungen in Rostock-Lichtenhagen ein Jahr zuvor zu schweren Krawallen zwischen rechtsgerichteten Rostockern sowie politisch links stehenden St. Pauli-Anhängern kam, gilt zudem das Verhältnis zu den Mecklenburgern als verfeindet; Begegnungen beider Teams werden daher stets als Risikospiel eingestuft. Insbesondere diverse Vorfälle in jüngerer Zeit begründen außerdem eine ausgeprägte Antipathie gegenüber dem VfB Lübeck, der wiederum dem HSV nahesteht.

## Bekanntheit des Vereins
Eine Studie des Sportvermarkters UFA Sports, der auch den FC St. Pauli betreute, hat 2009 deutschlandweit elf Millionen St. Pauli-Sympathisanten ermittelt. Auch im Ausland besitzt der FC St. Pauli einen ausgezeichneten Ruf, etwa in Frankreich.
Dieses Interesse äußert sich auch im Zuschauerzuspruch bei den Heim- und Auswärtsspielen: St. Pauli hatte in der Saison 2003/04 als Regionalligist mit 17.374 Besuchern einen höheren Schnitt als jeder Zweitligaverein, und übertraf mit 11.700 Dauerkarten mehrere Erstligisten (VfL Wolfsburg 7.500, VfL Bochum 6.000, Hansa Rostock 4.550).
Zur Saison 2010/11 brachte Panini erstmals ein Sammelalbum im Namen des FC St. Pauli als dritter Bundesligist (neben Bayern München und VfB Stuttgart) heraus. Neben allen Porträtbildern enthielt es die Historie des Klubs sowie die Facetten von Fanszene und Stadtteil.
In den Jahren 2019 bis 2023 nahm die Bekanntheit des Vereins bei deutschsprachigen Menschen über 14 Jahre von 57 auf 54 Millionen leicht ab.

### Der FC St. Pauli als Marke
Die 2016 von Sebastian Pusch vorgelegte Untersuchung FC St. Pauli – Eine Marke im Wandel der Zeit kommt zu dem Schluss, dass eine Marke geschaffen worden sei, „die sich deutlich vom Rest der Fußballlandschaft differenziert“, es handele sich um das Bild des „etwas anderen Vereines“. Diese umfasse das „des linken, unangepassten und kreativen“ Klubs. Thomas Praßer beschrieb dessen Fankultur 2014 in seiner Analyse Zuviel Kult auf dem Kiez? als „bunt, schrill, alternativ, links“. Die Sportmarke FC St. Pauli habe sich zu einem „Wahrzeichen für Integration und Hilfsbereitschaft“ entwickelt und stehe „wie keine andere […] für das Eintreten gegen Rassismus und Fremdenhass“. Erkennbar sei, dass „jede Aktion, die die Marke prägte, […] mindestens zum Teil auch der Fankultur zu verdanken“ ist.
Laut Praßer entdeckten Teile der Hausbesetzerszene und Sympathisanten der damals in die Vorgänge in der Hafenstraße eingebundenen Personen die Fußballer des FC St. Pauli in den 1980er Jahren eher zufällig für sich. Werte, die in den 1980er Jahren geschaffen worden seien und das Markenbild formten, seien in späteren Jahren kaum verändert worden.
Trotz fehlendem sportlichen Erfolg sei die Marke eine der stärksten im Sportbereich. Grund hierfür sei „die geschaffene Identität“. Als wichtig werde der hohe Wiedererkennungswert des Vereinswappens erachtet. Auch der in der Anhängerschaft und seitens des Vereins verwendete Totenkopf wird genannt. Mit ihm solle provoziert und „bewusst nur eine Nische der Bevölkerung“ angesprochen werden, wird geschlussfolgert. Bindung zur Anhängerschaft und damit die Schaffung einer Loyalität werden als „das wichtigste für den Verein und für die Marke“ eingestuft. Diese sei stark vom Wohlwollen der Anhänger abhängig. Die Vereinsverantwortlichen hätten den vorrangig von den Anhängern in die Wege geleiteten und gesteuerten Wandel der Marke genutzt und sie so gefestigt. Deren Strahlkraft ziehe immer wieder neue Fans und Kunden an.

### Weltpokalsiegerbesieger
Am 6. Februar 2002 gewann der FC St. Pauli überraschend als Tabellenletzter der 1. Bundesliga mit 2:1 gegen den FC Bayern München im Millerntor-Stadion, woraufhin vom FC St. Pauli T-Shirts mit dem Aufdruck Weltpokalsiegerbesieger auf der Vorderseite und den Namen der Spieler auf der Rückseite angefertigt wurden. Hintergrund war, dass der FC Bayern wenige Wochen zuvor den Weltpokal gewonnen hatte. Die Torschützen für St. Pauli waren Nico Patschinski und Thomas Meggle. Erst in der 87. Minute konnte Willy Sagnol für Bayern auf 1:2 verkürzen.

### Die Retterkampagne
Nach dem Abstieg aus der 2. Bundesliga am Ende der Saison 2002/03 in die Regionalliga Nord drohte der Verein noch eine Liga tiefer (Oberliga Nord) abzusteigen, weil sich eine Liquiditätslücke von 1,95 Millionen Euro abzeichnete, deren Deckung die entscheidende DFB-Lizenzierungsauflage im Zulassungsverfahren zur Regionalliga darstellte. Durch mehrere bundesweit Aufsehen erregende Spendenaktionen gelang es, zwischen Anfang Juni und Ende August 2,367 Mio. Euro beschaffen. Die HSH Nordbank gab zuvor am 11. Juni 2003 eine Bürgschaft für die geforderten 1,95 Mio. Euro ab und sicherte dem Verein damit die Lizenz für die Regionalliga Nord.
Einige Beispiele der Aktionen, die alle unter dem Motto „Rettet den FC St. Pauli“ standen:
- Verkauf von 102.948 „Retter“-T-Shirts (Nettoerlös: 896.830 Euro)
- Verkauf des Jugendleistungszentrums am Brummerskamp an die Stadt Hamburg für 720.000 Euro
- ein Benefizspiel unter dem Motto „Weltpokalsiegerbesieger gegen Weltpokalsieger“ gegen den FC Bayern München, der auf Gage und Kostenerstattung verzichtete, im Millerntor-Stadion (271.112 Euro)
- Bargeldspenden von rund 200.000 Euro
- Bieraktionen „Astra trinken – St. Pauli retten“ (1 Euro pro Astrakasten, rund 120.000 Euro) und „Saufen für St. Pauli“ (50 Cent Soliaufschlag pro Bier bei teilnehmenden Kneipen, rund 50.000 Euro)
- Im Millerntor-Stadion durchgeführte Kulturveranstaltungen: Jazzfestival, DJ-Soundclash, drei Freiluftkinoabende, „Finales Retterkonzert“
- Verkauf von 11.700 Dauerkarten für die kommende Saison

## Gesellschaftlicher Einsatz von Zuschauern und Verein
Der FC St. Pauli wurde zum ersten deutschen Profiverein, der Regeln gegen „sexistische und rassistische Äußerungen“ in seine Stadionordnung aufnahm und den Regenbogen in seine Spielkleidung, die Kapitänsbinde und Fanartikel integrierte. Der Herausgeber der Männerzeitschrift Maxim, ab 2001 Sponsor des Klubs, musste nach heftigen Protesten seine Stadionreklame überarbeiten, da diese von Seiten der Fans als „zu sexistisch“ eingestuft wurde. Die Welt berichtete, dass der Verein um das Jahr 2010 herum weltweit etwa elf Millionen Anhänger sammeln und stetig steigende Absatzzahlen für Fanartikel verbuchen konnte. Begünstigt wurde dies auch unter anderem durch die Ausstrahlung des Films Sankt Pauli! Rausgehen, Warmmachen, Weghauen, dem ersten über einen deutschen Fußballverein überhaupt, im Jahr 2008. Auch machte der Klub in den 2010er Jahren Schlagzeilen, als er gemeinsam mit der Drogeriemarktkette Budni das Duschgel AntiFa (ein Wortspiel aus den Begriffen Antifaschismus und Fa, einer Kosmetikmarke) auf den Markt brachte und damit Geld für die Initiative Laut gegen Nazis sammelte.
Die Ambivalenz der Fanszene verdeutlichte sich hingegen bei den ersten Zweitligastadtderbies gegen den Hamburger SV in den Jahren 2018 und 2019, als kleinere Ultra-Gruppen, insbesondere von Ultrà Sankt Pauli (USP), wiederholt Pyrotechnik zündeten und sich so der Verärgerung der anderen Fanlager ausgesetzt sahen. Daraus resultierend konnte eine gravierende Gemeinsamkeit mit „normalen“ Klubs festgestellt werden. Auf Druck der St. Paulianer Ultras wurde auch der Spieler Cenk Şahin, der sich positiv zur umstrittenen türkischen Militäroffensive in Nordsyrien geäußert hatte, im Oktober 2019 freigestellt.
Politisches und soziales Engagement ist nicht nur innerhalb der Fan-Szene zu beobachten: seit dem Frühjahr 2005 engagiert sich der damalige Spieler des Vereins Benjamin Adrion in einem gemeinsam vom Verein und der deutschen Welthungerhilfe getragenen Hilfsprojekt namens Viva con Agua de Sankt Pauli zur Sicherung der Trinkwasserversorgung an etwa 100 Kindergärten in Havanna (Kuba). Nach Kuba engagierte sich die Initiative in zahlreichen weiteren Ländern, vor allem in Ostafrika.
Im Zuge des auslaufenden Ausrüstervertrags mit dem Unternehmen Under Armour zum Ende der Saison 2020/2021 kündigte der Verein im Herbst 2020 an, ab der folgenden Saison seine Teamsport-Kollektion (Trikots, Trainingskleidung) unter der dafür eigens gegründeten Marke DIIY selbst zu produzieren, um ein höchstmögliches Maß an Nachhaltigkeit und fairer Produktion zu gewährleisten. Allerdings konnte zunächst kein Ausrüster die vom Verein geforderten Nachhaltigkeitsstandards garantieren. Seit 2021 ist der Verein Mitglied bei der Fair Wear Foundation, die sich für soziale Arbeitsbedingungen in der Textilindustrie einsetzt und hat sich zur Einhaltung der vorgeschriebenen Produktionsstandards verpflichtet. Im März 2025 veröffentlichte der Verein erstmals einen Nachhaltigkeitsbericht der sozialen und ökologischen Gemeinwohlleistung in der Saison 2023/24.

## Sponsoren (seit 1983)
| Zeitraum  | Sponsor                  | Branche             |
| --------- | ------------------------ | ------------------- |
| 1983–1995 | Deutscher Ring           | Versicherung        |
| 1995–1997 | Böklunder                | Fleischwaren        |
| 1997–2000 | Jack Daniel’s            | Whiskey             |
| 2000–2001 | World of Internet/Astra  | Internet/Brauerei   |
| 2001–2002 | Securvita                | Gesundheit          |
| 2002–2003 | Securvita/Astra          | Gesundheit/Brauerei |
| 2003–2006 | Mobilcom                 | Telekommunikation   |
| 2006–2009 | Congster/Congstar        | Telekommunikation   |
| 2009–2010 | Dacia                    | Automobilhersteller |
| 2010–2013 | Deutsche Fernsehlotterie | Lotterie            |
| 2013–2014 | Relentless               | Energydrink         |
| 2014–2028 | Congstar                 | Telekommunikation   |

## Ausrüster (seit 1994)
| Zeitraum  | Ausrüster                  |
| --------- | -------------------------- |
| 1994–1997 | Reusch                     |
| 1997–2000 | Puma                       |
| 2000–2003 | Kappa                      |
| 2003–2005 | Stanno                     |
| 2005–2014 | Do You Football            |
| 2014–2016 | Hummel                     |
| 2016–2021 | Under Armour               |
| 2021–2024 | DIIY (vereinseigene Marke) |
| 2024–     | Puma                       |

## Football Cooperative St. Pauli von 2024 eG
Der FC St. Pauli gründete eine Genossenschaft, die es Fans und Mitgliedern ermöglicht, Anteile für 750 Euro zuzüglich einer Zeichnungs- und Verwaltungsgebühr von 100 Euro zu erwerben. Der Verein rechnet mit 20.000 bis 30.000 Anteilseignern, wodurch bis zu 30 Millionen Euro zusammenkommen sollen, bei Erreichen von 36 Millionen soll der Verkauf von Anteilen eingestellt werden . Mit diesen Mitteln wird die Genossenschaft die Mehrheit an der Stadionbetriebsgesellschaft des Millerntor-Stadions übernehmen. Die Einnahmen sind zudem notwendig, um bestehende Darlehen, insbesondere aus dem Stadionneubau und der Coronazeit, zu bedienen. Mitglieder der Genossenschaft haben Mitspracherechte nach dem eine-Person-eine-Stimme-Prinzip und wählen den Vorstand. Am 12. Februar 2025 wurde bekanntgegeben, dass mehr als 16.000 Menschen Mitglied in der FCSP eG geworden sind und Anteile im Gesamtwert von über 20 Millionen Euro gezeichnet haben, womit die Mehrheit am Stadion übernommen werden kann. Bis 31. März 2025 wurden die angepeilten knapp 30 Millionen erreicht; 22.623 Mitglieder zeichneten Anteile im Gesamtwert von 29,1788 Millionen Euro in insgesamt 34.328 Anteilen.

## Weitere Abteilungen

### Abteilung Fördernde Mitglieder
Die Abteilung Fördernde Mitglieder (AFM) ist eine nicht sporttreibende Abteilung, deren Mitglieder sich der Förderung der Jugendabteilungen (mit Schwerpunkt auf dem Fußball-Jugendleistungsbereich) des Vereins verpflichtet sehen. Mit ihren zurzeit über 20.000 Mitgliedern ist sie zudem die quantitativ stärkste Abteilung des Vereins.
Gemeinsam mit dem Präsidium und der sportlichen Leitung werden Konzepte entwickelt, die für den FC St. Pauli eine Chance darstellen können, auf Dauer mit den finanzstarken Spitzenclubs zu konkurrieren. Die Finanzierung dieser Konzepte erfolgt anteilig durch die AFM und die Profiabteilung.
Aktuelle Projekte der AFM sind neben dem „AFM-Radio“, welches ursprünglich aus einer Spielbeschreibung für Sehgeschädigte am Millerntor entstanden ist und mittlerweile kostenlos Live-Reportagen aller Spiele der ersten Mannschaft per Internet-Stream bietet, die AFM-Ausbildungsbörse „You'll never work alone“, welche in Zusammenarbeit mit Unternehmen und der Agentur für Arbeit Ausbildungsplätze an Nachwuchsspieler vermittelt, um diese an den Verein zu binden. Des Weiteren unterhält die AFM das Jugendtalenthaus, in welchem bis zu sechs Nachwuchsspieler betreut in einer Wohngemeinschaft leben.
Darüber hinaus haben AFM-Mitglieder noch einige ganz konkrete Vorteile. So gibt es neben den Ermäßigungen und Rabatten auf Fanartikel, die auch für die Mitglieder der anderen Abteilungen gelten, für vom St. Pauli Fanladen organisierte Auswärtsfahrten einen speziellen AFM-Rabatt. Auch bei Heimspielen der U23-Mannschaft und bei der Teilnahme an Stadionführungen ist der Eintritt für AFM-Mitglieder ermäßigt.

### American Football
Seit dem Jahr 2002 verfügte der FC St. Pauli mit den St. Pauli Buccaneers über ein American-Football-Team im Jugendbereich. Unter der Leitung von Coach Campino Milligan, der zu seiner aktiven Zeit als Spieler sowohl den German Bowl als auch den Eurobowl gewinnen konnte, traten die Buccaneers in der German Football League Juniors (GFLJ) an. Seit der Saison 2011 existierte auch eine Herrenmannschaft, welche nach dem sofortigen Aufstieg in der ersten Saison in der Oberliga HH/SH spielte. Ebenfalls seit 2011 wurde bei den Buccaneers zudem noch Herren Flag Football gespielt, die Semikontakt Variante des Originals. Im Jahre 2009 erhielt das Team den Hamburger Bürgerpreis der CDU Hamburg.
Im November 2013 wurde diese Sparte aufgelöst, nachdem zunächst kein für den Herrenbetrieb erforderliches Jugendteam mehr hatte gestellt werden können und sich nach einem Rücktritt auch kein neuer Abteilungsvorstand gefunden hatte. Dies wurde den Vereinsmitgliedern auf der Jahreshauptversammlung Ende 2013 mitgeteilt.

### Beachvolleyball
In der Sportart Beachvolleyball existiert seit Februar 2018 eine eigenständige Abteilung. Der größte sportliche Erfolg wurde bereits 2013 erreicht, als Mischa Urbatzka mit seinem Partner Markus Böckermann Deutscher Meister für den FC St. Pauli wurden.

### Blindenfußball
Der FC St. Pauli verfügt über eine Blindenfußballabteilung. Der Verein spielt seit der ersten Saison in der Blindenfußball-Bundesliga. Während der Saison 2012 bildete man kurzfristig mit dem ISC Viktoria Dortmund eine Spielgemeinschaft. 2017, 2021, 2022 und 2024 gewann der Verein die deutsche Meisterschaft gewonnen, 2018 bis 2020 dreimal die Vizemeisterschaft.

### Boxen
Die Boxabteilung des FC St. Pauli wurde 2007 unter dem Namen „BC Barracuda“ gegründet, legte diesen Beinamen aber 2014 ab. Sie wuchs zum größten Boxverein Hamburgs heran (Stand 2017: über 300 Mitglieder) und ist über dem Hamburger Amateurboxverband dem Deutschen Boxsport-Verband angeschlossen, der das Boxen in der olympischen Spielart organisiert.

### Frauenfußball
Im Verein gibt es seit 1990 eine Abteilung für Frauenfußball. Die erste Frauenmannschaft wurde im Jahre 2016 Meister der Verbandsliga Hamburg. In der Aufstiegsrunde zur Regionalliga Nord setzte sich die Mannschaft gegen TuRa Meldorf und den TuS Schwachhausen durch und stieg auf. Gleich in der Aufstiegssaison 2016/17 erreichte die Mannschaft Platz drei.
In der Saison 2022/23 gewannen die 1. Frauen des FC St. Pauli durch ein 6:1 gegen den FC Union Tornesch den Lotto-Pokal und qualifizierte sich erstmals zur Teilnahme am DFB-Pokal. Beim DFB-Pokalspiel gegen den HSV am 8. September 2023 wurde mit 19.710 Zuschauenden am Millerntor ein neuer Rekord für ein Frauen-Fußballspiel in Hamburg aufgestellt. Das in der 2. Bundesliga spielende HSV-Team gewann mit 1:7.

### Freizeitsport
Seit November 2021 gibt es die sogenannte Abteilung Freizeitsport, in der mehrere kleine Sportgruppen gemeinsam organisiert sind. Dazu gehören Basketball, Floorball, Fußball Freestyle, Line Dance, Skateboard, Squash, Stunt Scooter, Subbuteo, Teqball und Ultimate Frisbee.

#### Teqball
In der Sportart Teqball ist der FC St. Pauli einer der erfolgreichsten Vereine Deutschlands. Sowohl 2024 als auch 2025 konnte das Team vier der fünf Kategorien bei der Deutschen Teqball-Meisterschaft gewinnen und stellte damit einen Großteil des Nationalteams für die Teqball-Weltmeisterschaft im jeweiligen Jahr.
Bei der Teqball-Weltmeisterschaft 2022 in Nürnberg traten zwei Mitglieder des FC St. Pauli für das deutsche Team an. Bei den European Games 2023 in Krakau standen zwei Spieler des FC St. Pauli im Team Deutschland. Eine weitere Spielerin St. Paulis trainierte das deutsche Team während der Europaspiele.

### Futsal
Seit 2011 verfügt der FC St. Pauli über eine Futsalabteilung, die unter dem Namen FC St. Pauli Sala antritt. Im Jahre 2016 wurde die Mannschaft nach einem 3:1-Finalsieg über die Hamburg Panthers Norddeutscher Meister und qualifizierte sich für die deutsche Futsal-Meisterschaft 2016. Dort scheiterte die Mannschaft im Viertelfinale am TSV Weilimdorf. Zwei Jahre später stiegen die St. Paulianer in die erstklassige Regionalliga Nord auf und wurde auf Anhieb Vizemeister hinter den HSV-Panthers. Damit qualifizierte sich die Mannschaft für die Deutsche Futsal-Meisterschaft 2019. Im Jahr 2022 konnte das Team die Meisterschaft in der Futsal-Regionalliga Nord des Norddeutschen Fußball-Verbandes feiern und qualifizierte sich somit für die Relegation für die DFB Futsal-Bundesliga. In der Relegation konnte man sich gegen den Bundesligisten TSG 1846 Mainz und Vertreter aus der Futsal-Regionalliga Südwest durchsetzten. Somit spielt der FC St. Pauli, als einer von drei Hamburger Clubs, in der höchsten Futsal-Spielklasse des DFB. Die zweite Mannschaft des FC St. Pauli spielt in der Futsal-Verbandsliga, der höchsten Futsal-Spielklasse des Hamburger Fußball-Verbandes.

### Handball
Die Handballabteilung des FC St. Pauli nimmt mit Männermannschaften, Frauenteams und Nachwuchsmannschaften am Spielbetrieb des Hamburger Handballverbandes (HHV) Teil. In der Sainson 2024/25 spielen die Männer und Frauen in der viertklassigen Handball-Regionalliga Nord.
Erfolge
| Männer - Aufstieg in die Regionalliga Nord 2024 - Aufstieg in die Oberliga HH/SH 2011 - Meister Hamburgliga 2011 | Frauen - Aufstieg in die Oberliga HH/SH 2014 - Meister Hamburgliga 2014 |

### Marathon
Seit November 2011 gibt es eine Marathonabteilung mit breitensportlicher Ausrichtung. Die erste öffentliche Aktion der Abteilung war ein Volkslauf „St. Pauli läuft gegen rechts“ um die Außenalster mit 1400 Teilnehmern am 2. Juni 2012.

### Pipes & Drums
Seit Dezember 2017 ist die FC St. Pauli Pipes & Drums eine Amateursportabteilung des FC St. Pauli. In der Abteilung werden sowohl Pipes als auch Scottish Drums (Snare, Tenor- und Bass-Drum) unterrichtet. Ziel der Abteilung ist der Aufbau einer Pipe Band nach schottischem Vorbild bzw. den Regeln der Royal Scottish Pipe Band Association (RSPBA) und die Teilnahme an nationalen und internationalen Wettkämpfen wie den World Pipe Band Championships in Glasgow, Schottland (Stand 2018).

### Radsport
Die Radsportler gibt es seit Sommer 2004 unter dem Namen „Fahrrad-Club St. Pauli“ im Verein; vier Jahre später umfasste die Abteilung bereits rund 130 Mitglieder, von denen gut 20 BDR-Lizenzinhaber (Elite A bis C) waren. Im Frühjahr 2007 gewann ein Rennfahrer des Fahrrad-Clubs die Hamburger Straßenmeisterschaft, belegte beim Einzelzeitfahren Rang drei und war für die deutsche Straßenmeisterschaft der Amateure qualifiziert. Daneben betreibt eine größere Anzahl Mitglieder „ambitionierten Freizeitsport“ (Teilnahme an BDR-Super Cup und Radmarathons, Radtourenfahrten (RTF) u. ä.). Seit September 2011 veranstaltete der Fahrrad-Club jährlich eine eigene RTF.
Mittlerweile (Stand: November 2023) gehören dem Fahrrad-Club mehr als 1000 Menschen an, womit er hinter den Fußballern die sporttreibende Abteilung mit der zweithöchsten Mitgliederzahl ist.

### Rugby

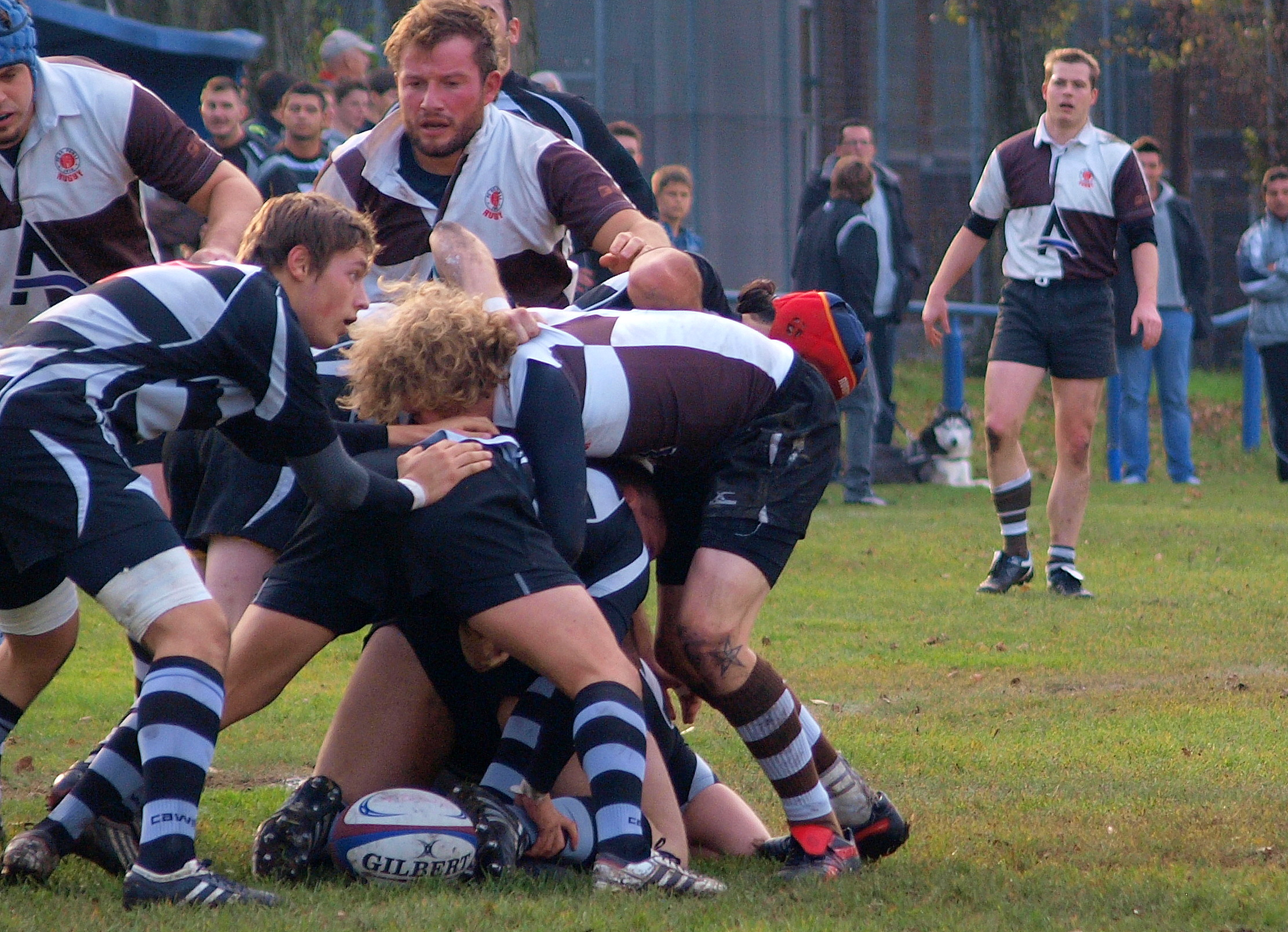
Das Rugby-Team vom FC St. Pauli im Jahr 2011 gegen den TSV Victoria Linden

Die 1933 gegründete Rugby-Abteilung ist untergliedert in drei Herrenmannschaften (2. Bundesliga, Regionalliga und Verbandsliga), Frauen sowie Jugend/Schüler. Ihre größte Aufmerksamkeit erzielte diese Abteilung durch die mehrfach erlangte deutsche Meisterschaft im Frauenrugby: Zum achten Mal nach 1995, 2000, 2001, 2003, 2005, 2006 und 2007 holten die Frauen 2008, im Endspiel gegen den SC Neuenheim, die deutsche Rugby-Meisterschaft. In diesen Jahren stellten sie auch etliche Nationalspielerinnen. Damit haben sie die Rugbyabteilung zur erfolgreichsten innerhalb des FC St. Pauli gemacht.
Die Rugby-Männer, die vielfach norddeutscher Meister wurden, und 1951 den dritten Platz in der deutschen Meisterschaft erreichten, standen 1964 im Finale um die deutsche Meisterschaft und waren 1971 Gründungsmitglied der Bundesliga. 1991 und 2002 gewannen sie den deutschen Liga-Pokal, 1993 und 1994 nahmen sie am Finale dieses Wettbewerbs teil. 2021/22 treten sie in der zweiten Bundesliga an.

### Schach
Die 1947 gegründete Schachabteilung gewann in der Saison 2023/24 die 2. Schachbundesliga Nord und stieg damit in die Bundesliga auf. Für die Saison 2024/25 konnte St. Pauli Magnus Carlsen verpflichten, der den Verein bei einigen der 15 Bundesligaspiele unterstützen wird.

### Segeln
Am 10. Januar 2018 gründete sich im FC St. Pauli eine Segelabteilung mit anfangs über 100 Mitgliedern. Ihr Schwerpunkt liegt auf dem Fahrten- und Regattasegeln, wobei die Ausbildung von Jugendlichen im Fokus steht. Die St. Paulianer haben sich das Ziel gesetzt, das teilweise noch recht elitäre und konservative Image des Segelsports zu erneuern und die politischen und sozialen Werte des Vereins stärker zu etablieren.

### Tischfußball
Die Tischfußballabteilung wurde im Jahr 2009 gegründet und zählt im Jahr 2024 etwa 360 aktive Mitglieder. In 18 Teams sind diese in allen deutschen Ligen (1. und 2. Bundesliga Herren, 2. Bundesliga Damen, 1. bis 4. Hamburger Liga und Xtra-Liga) vertreten. Damit ist diese Abteilung des FC St. Pauli nach eigenen Angaben der weltweit größte Tischfußballverein (Stand: 2024).

### Tischtennis

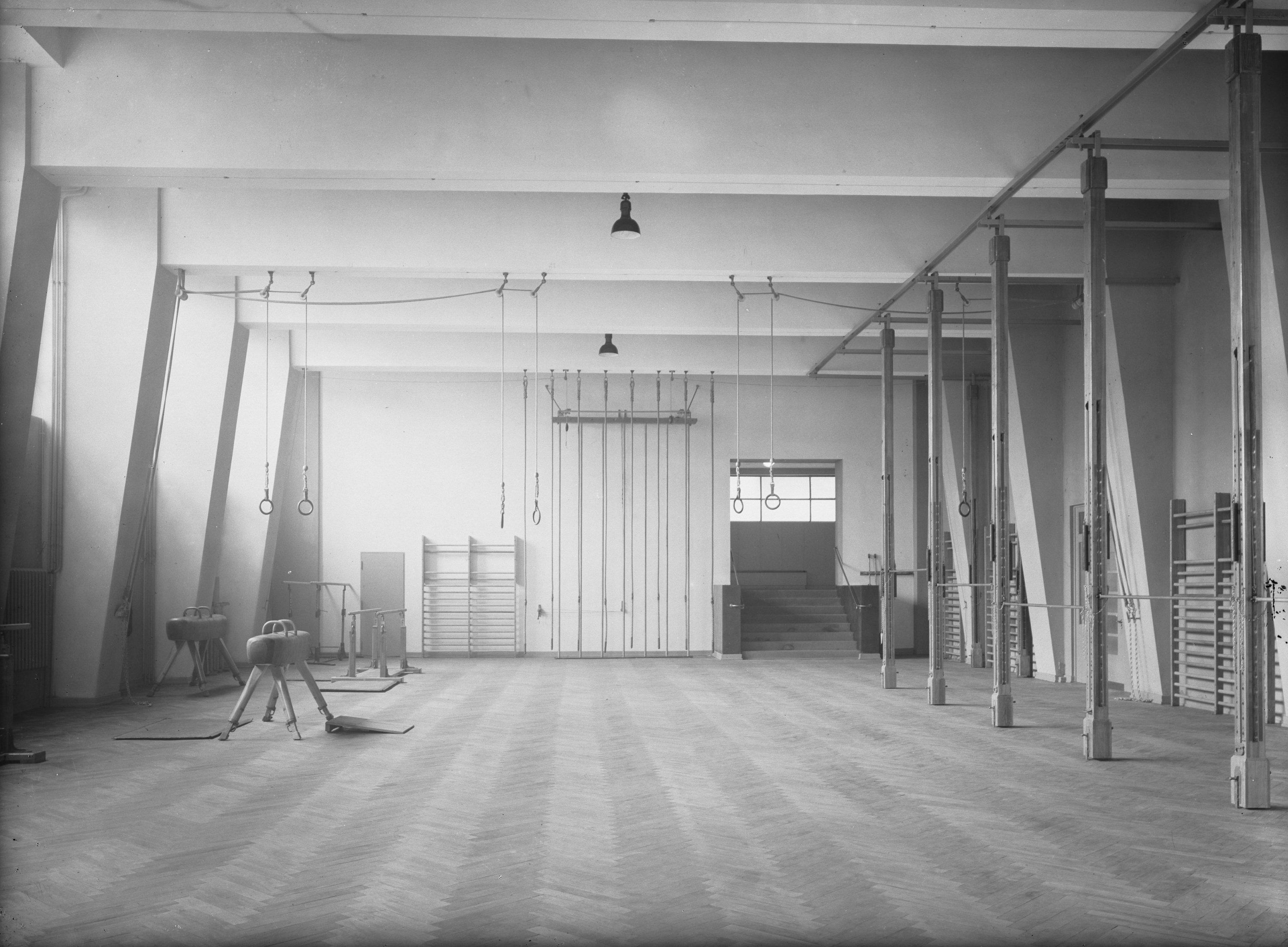
Der Turnsaal der Pestalozzischule in der Kleinen Freiheit 68 war seit 1952 der Hauptspielort der St.-Pauli-Tischtennisspieler.

Die Tischtennis-Abteilung wurde 1935 von Rugby-Spielern des Verein gegründet und nimmt seit 1936 am Spielbetrieb teil. Bereits 1938 stieg die Herrenmannschaft in die höchste Hamburger Spielklasse auf und belegte dort den zweiten Platz hinter dem zweifachen Deutschen Meister Hamburger SV. Nach Kriegsende wurde die Abteilung 1946 wiederbelebt, wobei der Klub zunächst in den Räumlichkeiten des Post SV Hamburg spielte, bevor in der Schule Seilerstraße mit zwei Tischen wieder eine eigene sportliche Heimat gefunden werden konnte. Ab 1952 wurde in der Schule Kleine Freiheit 68 gespielt. In den 1950er Jahren gelang zunächst der Damen- und dann der Herrenmannschaft der vorübergehende Aufstieg in die Stadtliga, die damals höchste Hamburger Spielklasse. Über die Jahre überalterte die Abteilung und es verblieb nur noch eine Herrenmannschaft, die ab 1984 im Kreisliga-Bereich spielte. Nachdem die Abteilung ab 2004 durch Werbung in der Fußball-Fanszene des Vereins wieder Zulauf erhalten hatte, spielt in der Saison 2024/25 die Damenmannschaft wieder in der höchsten Hamburger Spielklasse, die nun Hamburg-Liga heißt, während die erste von sieben Herrenmannschaften in der 1. Landesliga, der zweithöchsten Spielklasse Hamburgs, antritt. Außerdem nehmen im Herbst 2024 zwei Jungen- (U19) und eine Schülermannschaft (U15) am Spielbetrieb teil. Gespielt wird in den Turnhallen der Schulen Laeiszstraße, Wohlwillstraße und Kleine Freiheit.

### Torball
Die Torballabteilung des FC St. Pauli wurde 2013 mit einer Spielergemeinschaft Deutscher Meister. Wichtig für das Spiel sind das Gehör und die Beweglichkeit der Spieler. Körperkontakt mit den gegnerischen Spielern kommt während des Spiels nicht vor, sodass die volle Konzentration auf den Ball gerichtet werden kann. Um Chancengleichheit für alle Teilnehmer zu gewährleisten, spielen die Athleten Tor- und Goalball mit Dunkelbrillen – unabhängig davon, ob sie blind oder sehend sind.

### Triathlon
Seit Januar 2009 hat der FC St. Pauli eine Triathlonabteilung, die nach einem Jahr bereits mehr als 140 Mitglieder aufwies.
Bereits im Gründungsjahr nahm ein gemischtes Team im Rahmen der Sport Augath Tour an den Wettkämpfen der Landesliga Niedersachsen teil und schloss diese auf dem 26. Platz ab. Das Herren und Damen Team Team startete 2022 in der Regionalliga, wo die Damen Meisterinnen wurden und zur Saison 2023 in die 2. Bundesliga aufstiegen.

## Mediale Auseinandersetzung

### Spielfilme
1993 produzierte der Norddeutsche Rundfunk (NDR) unter der Regie von Bernd Schadewald den Spielfilm Schicksalsspiel. Der Fernsehfilm erzählt eine tragische Liebesgeschichte mit Parallelen zu Romeo und Julia vor dem Hintergrund der Fan-Rivalität zwischen dem FC St. Pauli und Hansa Rostock. Das Erste zeigte den Film, in dem unter anderem Benno Fürmann und Jürgen Vogel mitspielen, erstmals am 31. August 1994.
2011 drehte der Regisseur Tarek Ehlail den Low-Budget-Film Gegengerade – 20359 St. Pauli, dessen Handlung im Umfeld des Vereins und des Stadtteils spielt und der Themen wie Gegenkultur und Gentrifizierung thematisiert.
In der seit 2002 produzierten Tatort-Fernsehserie aus Münster verkörpert die Figur Frank Thiel einen aus Hamburg stammenden Kommissar, der in St. Pauli aufgewachsen und leidenschaftlicher Fan des Stadtteilvereins ist und dessen Fankollektion bevorzugt trägt.

### Dokumentationen
Der Verein und dessen aktive Fanszene war darüber hinaus wiederholt Gegenstand von Dokumentarfilmen. Die Firma „01film“ produzierte mit maßgeblicher Hilfe des Fanladens unter der Regie von Michael Müller zur Aufstiegssaison 2000/01 eine 92-minütige Dokumentation mit dem Namen Wir waren Absteiger Nummer 1. Über die unmittelbar anschließende Abstiegssaison 2001/02 drehten die Regisseure Julia Föhn und Dirk Laabs ebenfalls eine Dokumentation mit dem Titel Irgendwo da unten.
In der am 1. August 2008 veröffentlichten Dokumentation Sankt Pauli! – Rausgehen – Warmmachen – Weghauen thematisiert der Regisseur Joachim Bornemann die Vorbereitungen auf das letzte Heimspiel in der Regionalligasaison 2006/07 gegen Dynamo Dresden, in dem nach vier Jahren der Spielklassenwechsel in die 2. Bundesliga geschafft wurde, sowie den Abriss und Neubau der Südtribüne des Millerntor-Stadions und die Geschehnisse und Entwicklungen in den angrenzenden Stadtquartieren St. Pauli, Karolinen- und Schanzenviertel.
2011 drehte der Hamburger Dokumentarfilmer Felix Grimm den Film Das ganze Stadion, der statt Spielszenen die Fans auf den Tribünen zeigt. Der Spielverlauf erschließt sich ausschließlich aus den Kommentaren und Reaktionen der Fans auf das Spielgeschehen.

### Sportfernsehen
Laut Marco Carini in der taz begründet sich der „bundesweite Hype“ des Vereins in „einem Wandel in der Sportberichterstattung“. Mit Beginn der Bundesliga-Saison 1988/89 ging die „Fußballshow“ Anpfiff des Privatsenders RTL plus auf Sendung und trat in direkte Konkurrenz zur Sportschau mit deren nachrichtlichem Konzept, „kurze, rein auf das sportliche Geschehen bezogener Spielberichte“ zu produzieren. Nach Aussage des früheren RTL-Sportchefs und Moderators Ulli Potofski wurde „die Berichterstattung um das Drumherum einer Partie größer und ausgiebiger“ und der FC St. Pauli und seine unkonventionellen Fans „zum bunten Farbtupfer“ der Berichterstattung: „Während wir bei anderen Vereinen nach Kuriosem und Skurillem mühsam suchen mussten, trat das am Hamburger Kiez geballt auf.“ Das Privatfernsehen transportierte ein Bild des FC St. Pauli mittels griffiger Etiketten und Slogans, die zumeist eine mediale Erfindung waren. Nach Stefan Reinke in dem Online-Magazin DerWesten war der Hamburger Verein ein „Glück für den Tutti-Frutti-Kanal: Der FC St. Pauli spielte zu jener Zeit in der Fußball-Bundesliga und so konnte RTL nach Belieben Schmuddel-Image und Fußball-Show miteinander verknüpfen. Es war eben die Zeit, als Fernseh-Deutschland sich ausprobierte. So fand Sex-Beraterin und Bett-Problemlöserin Erika Berger ebenso den Weg in die Fußball-Show wie St. Paulis Huren-Ikone Domenica. Was das mit Fußball zu tun hatte? Wenig.“ Der Autor und Chronist Christoph Nagel bezeichnet im Interview die übertriebene Darstellung „ewig feiernder Fans“ und Slogans wie „Freudenhaus der Liga“ als reines Klischee und stellt fest, dass die weitgehend inhaltslose Vokabel „Kult“ bei vielen Fans „inzwischen auf dem Index gelandet“ sei.

## Rezeption
Nach Meinung von Tim Jürgens kennzeichne den Verein „die Stadtteilverhaftung, das pure Fußballempfinden, die historische und sehr sensibel modernisierte Spielstätte, das Grundgefühl, ein Außenseiter zu sein, der den Etablierten von Zeit zu Zeit ein Schnippchen schlägt“. Der Wertekanon des Vereins beinhalte „Solidarität, Demokratie, Nachhaltigkeit und die Gleichstellung aller Denk- und Lebensformen“. Kilian Trotier schreibt in der Zeit: „Kein anderer Proficlub erfüllt die Sehnsüchte und Ansprüche unserer Zeit so gut wie der FC St. Pauli. Denn welchen Kriterien müsste ein idealer Fußballverein heute entsprechen? Der Verein müsste demokratisch sein, also seine Mitglieder ernst nehmen und nicht das Wohl einiger weniger Investoren. Er müsste politisch sein, also sich für das interessieren, was in der Welt geschieht. Er müsste lokal verankert sein, also seinem Stadtteil eine Identität verschaffen. Er müsste zusammenhalten, sollte also nicht alles rücksichtslos auf den sportlichen Erfolg der Profimannschaft ausrichten. So ein Verein ist der FC St. Pauli.“

„Die Schnurre enthält alle Ingredienzen, die dem Kiezklub eine Sonderstellung im Profifußball eingebracht haben: Freundschaft und Empathie, Solidarität und Nahbarkeit, Humor und Chaos. Zudem zeugt sie von der schmalen Grenze zwischen Triumph und Leid, die St. Pauli und seine Gefolgschaft über Jahre zu einer Wertegemeinschaft verschmolzen und dafür gesorgt haben, dass der Klub heute einen Lebensstil verkörpert, mit dem sich viele identifizieren. Der Kern der Philosophie ist etwas, das der Gesellschaft zunehmend abhanden zu kommen scheint: Die ständige Frage, ob man mit seinen Mitmenschen richtig umgeht. Das macht den FC St. Pauli für viele zu einer Heimat, in der es um deutlich mehr geht als Fußball. Der FC St. Pauli ist der Gegenentwurf zum Konservatismus, zum Establishment.“

‘From a distance, St Pauli must indeed seem cool to anyone who sees football as more than just a game. The club says the right things, does the right things, and wears the right clothes. It’s a welcome antidote for people who have become disillusioned with the greed, the hype, and the emptiness of modern football, and the perfect alternative for those who find following a big, rich and successful club like Bayern Munich too easy, too slick.’

„Aus der Ferne muss St. Pauli in der Tat für all jene cool erscheinen, für die Fußball mehr als nur ein Spiel ist. Der Klub sagt die richtigen Dinge, tut die richtigen Dinge und trägt die richtigen Klamotten. Er ist ein willkommener Gegenentwurf für Menschen, die von der Gier, dem Hype und der Leere des modernen Fußballs desillusioniert sind, und die perfekte Alternative für jene, denen das „Fansein“ von großen, finanzkräftigen und erfolgreichen Vereinen wie Bayern München zu einfach und glatt ist.“

## Trivia
- Der Grafiker Albert Schindehütte gestaltet zu jedem Erstligaaufstieg einen Holzschnitt. 2010 überreichte er einen Druck an Uli Hoeneß.
- Das Vereinsemblem des FC St. Pauli stellt – entgegen anderslautenden Berichten, die darin eine Abbildung der St. Michaeliskirche sehen[259] – eine Abwandlung des Landeswappen Hamburgs dar.[260] Der Grund hierfür ist, dass bereits der Hamburg St. Pauli Turnverein, aus dem der FC St. Pauli entstanden ist, dieses Stadtwappen in seinem Vereinsemblem verwendet.[260]